# Syke
Syke [ˈziːkə] ist eine Stadt in Niedersachsen und Mittelzentrum im Norden des Landkreises Diepholz.
Der Name Syke ist abgeleitet von Siek (nds. für Quellgrund). Der Name wird von Einheimischen mit langem „ie“ ausgesprochen. Die irrige Aussprache als Süke [ˈzyːkə] durch Ortsfremde wird von Einheimischen teils mit niedersächsisch Süke oder Süük in Verbindung gebracht, was Seuche oder Krankheit bedeutet.

## Geographie

### Geographische Lage
Syke ist die größte Stadt und drittgrößte Kommune im niedersächsischen Landkreis Diepholz. Sie liegt im Osten des Naturparks Wildeshauser Geest, etwa 19 Kilometer (Luftlinie) südlich von Bremen. Die Stadt wird von der Hache durchflossen. Als „Stadt im Grünen“ wird Syke von den etwa 900 Hektar großen Staatsforsten Friedeholz und Westermark geprägt.
Syke liegt in einer Moränenlandschaft mit bewaldeten Höhen und eiszeitlichen Talmulden. Nordwestlich des Ortes liegt der Hohe Berg. Die Stadt lag an einem Heerweg zwischen Verden und Wildeshausen. Inseln im breiten Hachetal ermöglichten hier einen Übergang. Es wurde ein Bohlenweg gebaut. Dort, wo heute die „Hauptstraße“ in Syke verläuft, wurde ein Damm aufgeschüttet.

### Klima
Es herrscht gemäßigtes Seeklima, beeinflusst durch feuchte Nordwestwinde von der Nordsee. Im langjährigen Mittel erreicht die Lufttemperatur in Syke 8,5 bis 9 °C und es fallen etwa 700 mm Niederschlag. Zwischen Mai und August kann mit durchschnittlich 20 bis 25 Sommertagen (klimatologische Bezeichnung für Tage, an denen die Maximaltemperatur 25 °C übersteigt) gerechnet werden.

### Stadtgliederung
Die Stadt gliedert sich in die Ortsteile:
1. Barrien (5.031)
2. Gessel (2.197)
3. Gödestorf (413)
4. Heiligenfelde (1.462)
5. Henstedt (421)
6. Jardinghausen (269)
7. Okel (1.169)
8. Osterholz (372)
9. Ristedt (1.366)
10. Schnepke (443)
11. Steimke (891)
12. Syke (Zentrum) (10.945)
13. Wachendorf (516)

(Einwohner mit Hauptwohnsitz aller Ortsteile per 30. Juni 2022)

## Geschichte

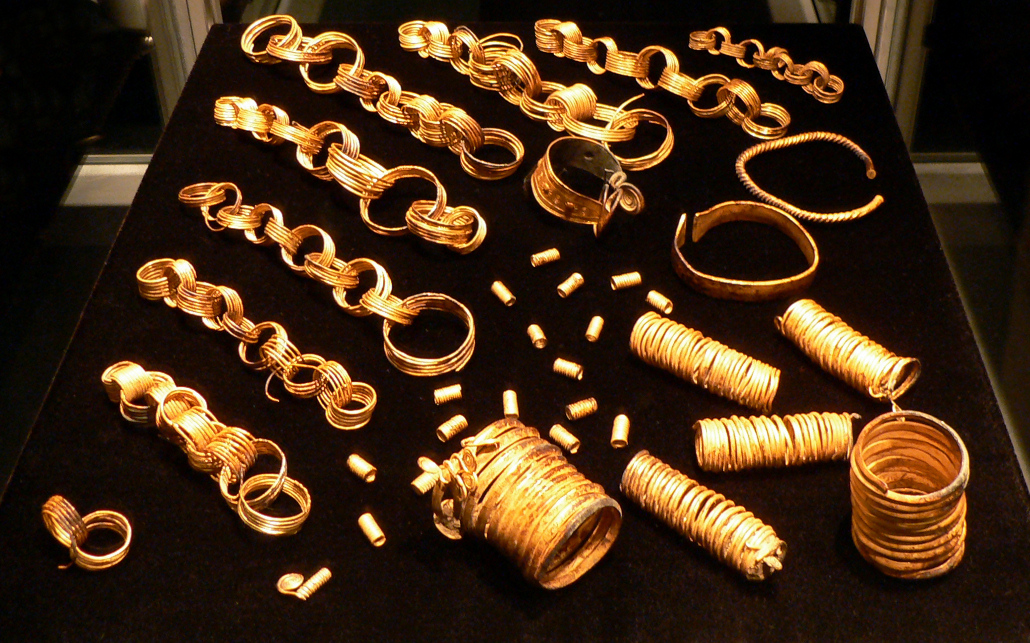
Der bronzezeitliche Goldhort von Gessel

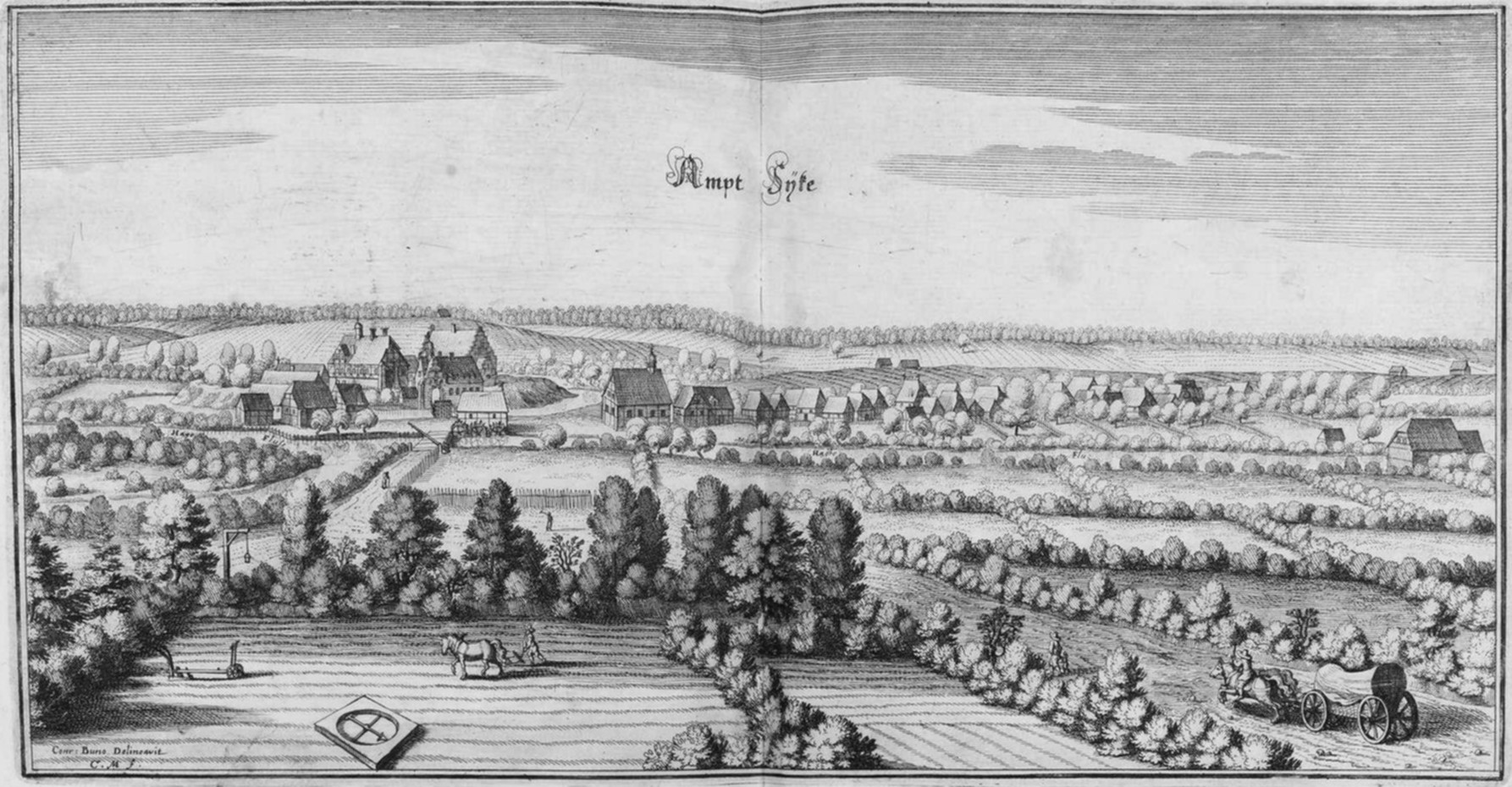
Merian-Stich von Syke um 1654 mit dem Amtshof links und dem Dorf rechts

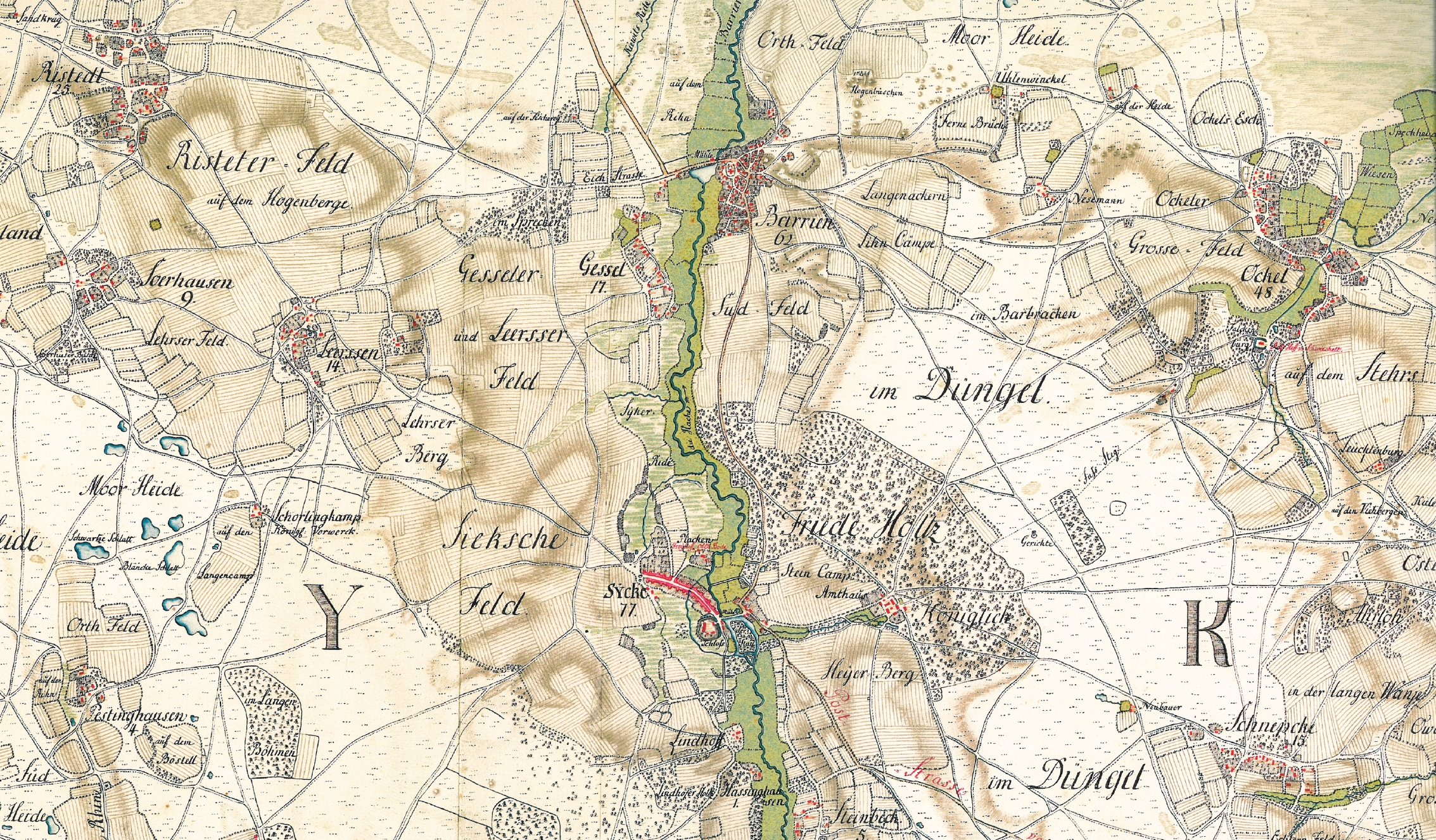
Syke in der Kurhannoverschen Landesaufnahme von 1773

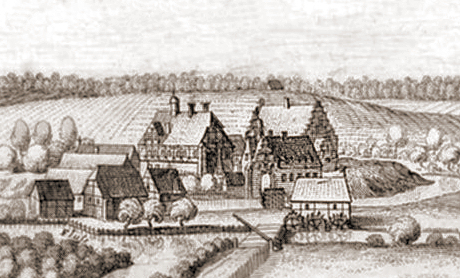
Der auf dem Gelände der Burg Syke entstandene Amtshof auf einem Merian-Stich um 1654, rechts der Ringwall

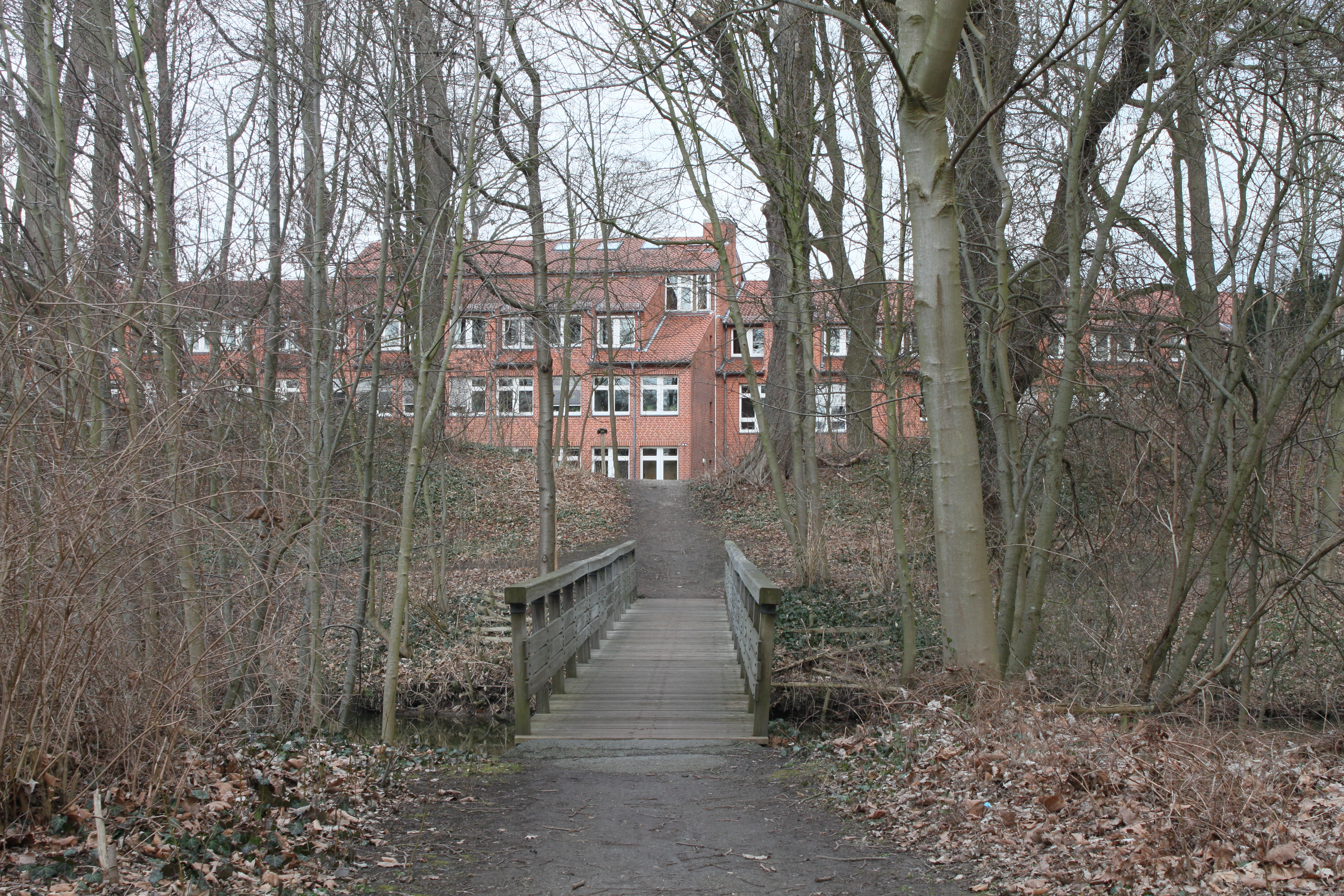
Ringwall auf dem früheren Burggelände, dem späteren Amtshof

### Vorzeit
Die Geest zwischen Hunte und Weser (überwiegend der Bereich der Delmenhorster, daneben auch der Bereich der Syker Geest) ist ein alter Siedlungsraum mit langer Besiedlungsgeschichte. Funde aus der Steinzeit, Bronzezeit und Eisenzeit sind im Kreismuseum in Syke, im Heimatmuseum Nienburg und im Focke-Museum in Bremen ausgestellt. 2011 wurde in der Feldmark beim Ortsteil Gessel der bronzezeitliche Goldhort von Gessel als einer der größten prähistorischen Goldhorte in Mitteleuropa gefunden. Die Entdeckung erfolgte bei archäologischen Prospektionen vor dem Bau der NEL-Erdgasleitung. Bereits in vorchristlicher Zeit waren die Höhen beidseits des Hachetals durch germanische Bauern – Angrivarier und Chauken – besiedelt. Bei anderen archäologischen Untersuchungen wurde bei Gessel ein germanisches Gräberfeld aus der Römischen Kaiserzeit des 2. und 3. Jahrhunderts entdeckt.
Ab 300 n. Chr. wanderten Sachsen in die Region ein. Sie organisierten die Region politisch in Gaue mit Thingverfassungen. Der nördliche Bereich zwischen den Flüssen Hunte und Weser wurde zum Largau und Lerigau. Während der Karolingerzeit wurde der wichtige Hacheübergang in Syke als Ringwall gesichert. Der Wall diente als Grundlage für den Bau der späteren Syker Burg.

### Mittelalter
Um 800 n. Chr. wurde Sachsen von den Franken unter Karl dem Großen erobert und die Bevölkerung zwangschristianisiert. Die weltliche Gewalt der Things ging auf die Grafen über. Der Largau wurde zur Grafschaft Oldenburg-Wildeshausen. Ein Oldenburger Graf aus der Bruchhauser Linie errichtete um 1270 die Burg Syke, um seine Interessen gegen die Bremer Bischöfe zu sichern. Der Bau der Burg begünstigte die Siedlungsentwicklung in Syke. Seitdem war Syke Sitz der gräflichen Vögte und Amtsmänner und die Burganlage wurde zum Verwaltungssitz ausgebaut und verstärkt, nachdem Syke 1259 an die Herrschaft Neubruchhausen gefallen war. Die erste urkundliche Erwähnung Sykes stammt aus dem 13. Jahrhundert. Die früheste schriftliche Erwähnung der Burg stammt aus dem letzten Drittel des 14. Jahrhunderts. 1384 ging sie in den Besitz der Hoyaer Grafen über. 1582 gelangte sie nach dem Aussterben des Grafengeschlechts in die Hände welfischer Herzöge. 1633, in den Wirren des Dreißigjährigen Krieges, soll die Anlage zum Teil geschleift worden sein.
1520 wurde Syke als Flecken bezeichnet.
Die Burg Syke wurde innerhalb des bereits bestehenden Syker Ringwalls errichtet, der einen Umfang von rund 400 Meter hatte. Die ältesten Funde werden dem 13. Jahrhundert zugeschrieben. Das Burgterrain bot 18 Gebäuden Platz, vom Schweinestall bis zum Renaissancebau des großen Haupthauses. Es war von zwei Wassergräben umschlossen und nur über eine Zugbrücke zu erreichen. Das Kornzinshaus auf dem Burggelände wurde 1592 errichtet und ist der älteste Profanbau im Syker Stadtgebiet. Der Herzog herrschte von 1589 bis 1623 über den Verwaltungsbezirk Amt Syke.
Als Folge der Absetzung des Welfenherzogs Heinrich des Löwen durch den Staufenkaiser Barbarossa entstand um 1200 an der Weser die Grafschaft Hoya. Die Hoyaer Grafen verlegten ihre Residenz bald nach Nienburg und erwarben Ländereien westlich der Weser, so auch Syke.
In der Weserbrückenliste von um 1225, die den Ort erstmals erwähnt, taucht die heute gültige Version des Namens auf. Die Schreibweise hat sich mehrfach geändert. In einer Landkarte von 1768 bis 1773 steht Sycke, während westlich das Sieksche Feld und nördlich die Syker Riede liegen.
1350 und 1464 wütete die Pest, die nur wenige Einwohner von Syke überlebten. 1423 wurde Syke durch die Oldenburger Grafen geplündert. 1520 wurde Syke Flecken. 1525 erreichte die Reformation den Ort.

### Neuzeit

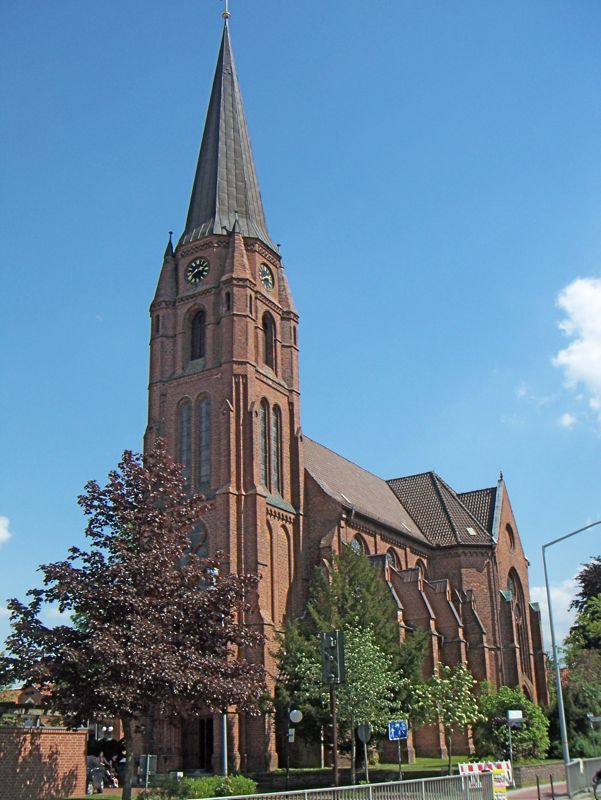
Die evangelisch-lutherische Christuskirche in Syke

1582 fiel die verwaiste Grafschaft an die Herzöge von Celle-Lüneburg. Sie waren von 1692 bis 1815 Kurfürsten (Braunschweig-Lüneburg bzw. Hannover) und bis 1866 Könige vom Königreich Hannover.
Während des Dreißigjährigen Krieges (1618–1648) wurde Syke 1628 von Truppen der Katholischen Liga unter dem Feldherrn Tilly gebrandschatzt. Auch die Dänen verwüsteten damals den Ort.
1718 erhielt Syke das Marktrecht. Im gleichen Jahr fiel Syke einem durch Blitzeinschlag verursachten Brand zum Opfer. 1740 wurde Syke Poststation mit Relaisstation.
Während der Besetzung durch die Franzosen unter Napoleon (1803–1813) gehörte das Territorium beidseits der Weser mit Syke zu Frankreich. Für Napoleons Russlandfeldzug wurden Syker für die Grande Armée der Franzosen rekrutiert. Während der Einquartierung französischer Soldaten brannten am 2. April 1808 in Syke 83 Gebäude nieder, nur wenige Häuser blieben vom Feuer verschont.
1866 wurde Syke preußisch als Teil der Provinz Hannover. 1885 wurde der Kreis Syke durch Zusammenlegung der Ämter Freudenberg und Syke gebildet und Sitz eines Landrates.
Ab 1873 bekam Syke seinen Bahnhof mit dem Bau der Strecke Osnabrück–Bremen als Teil der Hamburg-Venloer Eisenbahn. 1900 wurde eine Schmalspurbahn nach Hoya gebaut, die erst 1965 auf Normalspur umgespurt wurde.
Der Flecken Syke lag am westlichen Hacheufer: am östlichen Hacheufer die Kolonie Syke, die aus einer 1790 gegründeten bäuerlichen Siedlung hervorgegangen war. 1897 wurde die Kolonie Syke mit dem Flecken Syke vereinigt. 1929 erhielt Syke das Stadtrecht.
1900 hatte Syke 2000 Einwohner.
Durch die preußische Verwaltungsreform von 1932 wurde Syke Kreisstadt des neu gebildeten Landkreises Grafschaft Hoya, der aus der Zusammenlegung des Landkreises Hoya und des Landkreises Syke entstand. 1946 wurde Syke Teil des neu gegründeten Landes Niedersachsen. Mit der Flüchtlingswelle nach dem Zweiten Weltkrieg verdoppelte sich die Einwohnerzahl 1945. 1974 entstand die heutige Stadt aus der bisherigen Stadt Syke und zwölf bis dahin selbstständigen Umlandgemeinden. Bis 1977 war Syke Kreisstadt des Landkreises Grafschaft Hoya. Nach der Kreisreform 1977/78 befand sich eine große Außenstelle der Verwaltung des Landkreis Diepholz in Syke. 2004 zentralisierte der Landkreis seine Verwaltung in Diepholz. Im ehemaligen Syker Kreishaus haben sich andere Behörden und Einrichtungen angesiedelt. Heute befindet sich dort auch eine Zweigstelle des Syker Gymnasiums.
Die Fahrzeughalle des Feuerwehrhauses im Stadtgebiet Syke brannte im Dezember 1994 und erneut im Januar 2009 komplett nieder.
Das Kfz-Kennzeichen des Landkreises Grafschaft Hoya war SY. Nach der Verwaltungsreform 1977 wurde dieser Landkreis unter den Landkreisen Nienburg, Oldenburg und Diepholz aufgeteilt. Da der ehemalige Landkreis Grafschaft Hoya überwiegend landwirtschaftlich geprägt ist, kann man vereinzelt auf landwirtschaftlich genutzte Fahrzeuge bzw. Anhänger treffen, die noch das Kennzeichen SY tragen. Seit April 2018 wird das Autokennzeichen SY wieder ausgegeben.

### Eingemeindungen
Am 1. März 1974 wurden die Gemeinden Barrien, Gessel, Gödestorf, Heiligenfelde, Henstedt, Jardinghausen, Okel, Osterholz, Ristedt, Schnepke, Steimke und Wachendorf eingegliedert und sind weiterhin Ortsteile von Syke.

### Einwohnerentwicklung
| Jahr | Einwohner |
| ---- | --------- |
| 1961 | 16.203    |
| 1970 | 17.013    |
| 1979 | 19.413    |
| 1987 | 18.796    |
| 1992 | 21.411    |

| Jahr | Einwohner |
| ---- | --------- |
| 1997 | 23.340    |
| 2002 | 23.786    |
| 2010 | 24.341    |
| 2017 | 24.346    |

Einwohnerentwicklung von Syke von 1961 bis 2017

(1961 am 6. Juni und 1970 am 27. Mai, jeweils in den heutigen Grenzen, ab 1987 jeweils am 31. Dezember)

## Politik

### Stadtrat
Am 12. September 2021 wurden in Niedersachsen neue Kommunalparlamente gewählt. Der Rat der Stadt Syke hat seither 34 Ratsmitglieder. Zudem ist die Bürgermeisterin qua Amt stimmberechtigt. Die Sitze im Rat teilten sich nach der Kommunalwahl 2021 wie folgt auf:
- FWG 9 Sitze
- CDU 8 Sitze
- SPD 8 Sitze
- Grüne 5 Sitze
- FDP 2 Sitze
- Linke 1 Sitz
- dieBasis 1 Sitz

### Derzeitiger Bürgermeister

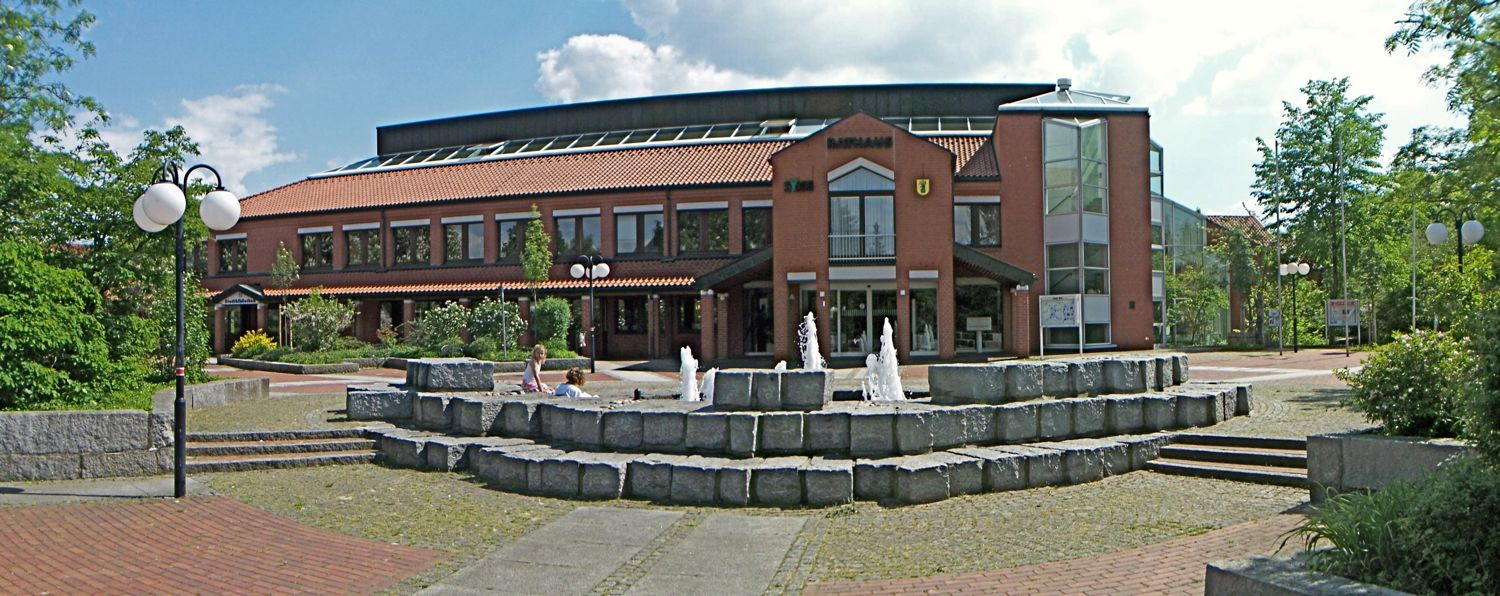
Rathaus der Stadt Syke von 1983

Seit 26. September 2013 ist Suse Laue Bürgermeisterin der Stadt Syke. Sie ist Mitglied der SPD, trat aber als unabhängige Kandidatin an. Bei ihrer ersten Kandidatur 2013 wurde sie von SPD, Grünen und der Wählergemeinschaft SYKEplus unterstützt. Sie gewann die Bürgermeisterwahl am 22. September 2013 mit 54,3 % gegen drei Mitbewerber. Die Wahlbeteiligung lag bei 72,2 %. Bei der Bürgermeisterwahl am 12. September 2021 wurde Laue mit 82,36 % der Stimmen wiedergewählt. Es gab einen Gegenkandidaten. Die Wahlbeteiligung lag bei 59,17 %.

### Bisherige Bürgermeister
- ~1820 (fast 30 Jahre): Arthur Christoph Fricke
- 1868–1888: Karl Balk
- 1888–1908: Johann Meyer
- 1908–1932: Hinrich Hanno
- 1932–1937: Friedrich Rittmeister
- 1937–1940: Bodo Habild
- 1940–1943: Johann Wrede
- 1943–1944: Friedrich Jürgens
- 1945–1946: Bernhard Poelder
- 1946: August Mavers
- 1946–1948: Heinrich Wilde
- 1948–1951: Heinrich Otersen
- 1951–1954: Heinrich Denghausen
- 1954–1956: Friedrich Jürgens
- 1956–1968: Wilhelm Ohse
- 1968–1974: Ferdinand Salfer
- 1974: Dietrich Schumacher
- 1974–1986: Heinz-Friedrich Struß
- 1986–1991: Walter Huntemann
- 1991–1993: Wilhelm Vogel
- 1993–2000: Brigitte Haase
- 2000–2001: Uwe Rüte
- 2001–2013: Harald Behrens (FDP)
- seit 2013: Suse Laue (SPD)

### Ortsräte
Seitdem sich die Stadt Syke 1974 mit den zwölf umliegenden Landgemeinden zusammenschloss, werden in zehn der vormals eigenständigen Gemeinden Ortsräte zur Vertretung der Interessen der einzelnen Ortschaften gewählt. Jeder Ortsrat setzt sich aus fünf Mitgliedern zusammen.
Auch der Ortsteil Syke, welcher das Zentrum der gleichnamigen Stadt bildet, wird durch einen Ortsrat vertreten. Die Ortsratsmitglieder werden durch eine Kommunalwahl für jeweils fünf Jahre gewählt. Die aktuelle Amtszeit begann am 1. November 2021 und endet am 31. Oktober 2026.

Bei der Kommunalwahl 2021 ergab sich für den Ortsrat Syke folgende Sitzverteilung:
| Ortsrat Syke 2021Insgesamt 5 Sitze - SPD: 2 - Grüne: 1 - FWG: 1 - CDU: 1 |

### Ortsbürgermeister der Ortschaften
Den Ortsräten steht ein Ortsbürgermeister vor. Lediglich in der Ortschaft Steimke wurden bis 1996 nur Ortsvorsteher gewählt. Die nachfolgende Tabelle bietet einen Überblick über die bisherigen Ortsbürgermeister aller Ortschaften der Stadt Syke.
|           | Ortschaft          | Ortschaft          | Ortschaft        | Ortschaft             | Ortschaft            | Ortschaft            | Ortschaft            | Ortschaft           | Ortschaft           | Ortschaft       |  |
| Barrien   | Gessel             | Gödestorf          | Heiligenfelde    | Henstedt              | Okel                 | Ristedt              | Steimke              | Syke                | Wachendorf          |                 |  |
| --------- | ------------------ | ------------------ | ---------------- | --------------------- | -------------------- | -------------------- | -------------------- | ------------------- | ------------------- | --------------- |  |
| 1974–1976 | Heinrich Böse jun. | Guido Abraham      | Heinrich Nüstedt | Ernst August Goldmann | Erwin Rahn           | Heinz Cordes         | Friedo Brüning       | Heinrich Prüser     | Karl-Heinz Gluschak | Johann Thalmann |  |
| 1974–1976 | Heinrich Böse jun. | Guido Abraham      | Heinrich Nüstedt | Ernst August Goldmann | Erwin Rahn           | Heinz Cordes         | Friedo Brüning       | Heinrich Prüser     | Karl-Heinz Gluschak | Johann Thalmann |  |
| 1976–1981 | Heinrich Böse jun. | Guido Abraham      | Heinrich Nüstedt | Ernst August Goldmann | Erwin Rahn           | Heinz Cordes         | Friedo Brüning       | Heinrich Prüser     | Ferdinand Salfer    | Johann Thalmann |  |
| 1976–1981 | Manfred Ristedt    | Guido Abraham      | Heinrich Evers   | Ernst August Goldmann | Erwin Rahn           | Heinz Cordes         | Friedo Brüning       | Heinrich Prüser     | Ferdinand Salfer    | Johann Thalmann |  |
| 1981–1986 | Wilhelm Vogel      | Guido Abraham      | Heinrich Evers   | Heinrich von Ohlen    | Erwin Rahn           | Heinz Cordes         | Friedo Brüning       | Heinrich Prüser     | Brigitte Haase      | Johann Thalmann |  |
| 1981–1986 | Wilhelm Vogel      | Guido Abraham      | Heinrich Evers   | Heinrich von Ohlen    | Erwin Rahn           | Heinz Cordes         | Friedo Brüning       | Heinrich Prüser     | Brigitte Haase      | Johann Thalmann |  |
| 1986–1991 | Walter Huntemann   | Bernhard Schindler | Heinrich Evers   | Heinrich von Ohlen    | Erwin Rahn           | Heinz Cordes         | Arthur Meyer         | Heinrich Prüser     | Brigitte Haase      | Gisela Heusmann |  |
| 1986–1991 | Walter Huntemann   | Bernhard Schindler | Heinrich Evers   | Heinrich von Ohlen    | Erwin Rahn           | Heinz Cordes         | Arthur Meyer         | Heinrich Prüser     | Brigitte Haase      | Gisela Heusmann |  |
| 1991–1996 | Walter Huntemann   | Bernhard Schindler | Heinrich Evers   | Heiner Hartje         | Heinfried Schumacher | Heinz Cordes         | Ludwig Stöver        | Hans Jürgen Frerker | Karl-Heinz Gluschak | Gisela Heusmann |  |
| 1991–1996 | Walter Huntemann   | Bernhard Schindler | Günter Gumz      | Heiner Hartje         | Heinfried Schumacher | Heinz Cordes         | Ludwig Stöver        | Traute Bartel       | Uwe Rüte            | Gisela Heusmann |  |
| 1996–2001 | Walter Huntemann   | Bernhard Schindler | Günter Gumz      | Heiner Hartje         | Heinfried Schumacher | Heinz Cordes         | Ludwig Stöver        | Traute Bartel       | Uwe Rüte            | Bernd Henneberg |  |
| 1996–2001 | Walter Huntemann   | Bernhard Schindler | Günter Gumz      | Heiner Hartje         | Heinfried Schumacher | Jürgen Schmock       | Ludwig Stöver        | Traute Bartel       | Werner Bartke       | Bernd Henneberg |  |
| 2001–2006 | Walter Huntemann   | Bernhard Schindler | Günter Gumz      | Heiner Hartje         | Heinfried Schumacher | Jürgen Schmock       | Ludwig Stöver        | Traute Bartel       | Friedhelm Mügge     | Bernd Henneberg |  |
| 2001–2006 | Walter Huntemann   | Bernhard Schindler | Günter Gumz      | Heiner Hartje         | Heinfried Schumacher | Jürgen Schmock       | Ludwig Stöver        | Traute Bartel       | Uwe Rüte            | Bernd Henneberg |  |
| 2006–2011 | Walter Huntemann   | Rolf Meyer         | Günter Gumz      | Wilfried Helms        | Heinfried Schumacher | Jürgen Schmock       | Ludwig Stöver        | Anke Schwan         | Gabriele Beständig  | Bernd Henneberg |  |
| 2006–2011 | Walter Huntemann   | Rolf Meyer         | Rolf Wienbarg    | Wilfried Helms        | Heinfried Schumacher | Jürgen Schmock       | Ludwig Stöver        | Anke Schwan         | Gabriele Beständig  | Bernd Henneberg |  |
| 2011–2016 | Peter Cohrsen      | Johann Hüneke      | Andreas Schmidt  | Wilken Hartje         | Bernd Brümmer        | Jürgen Schmock       | Ludwig Stöver        | Anke Schwan         | Gabriele Beständig  | Jochen Harries  |  |
| 2011–2016 | Peter Cohrsen      | Johann Hüneke      | Andreas Schmidt  | Wilken Hartje         | Bernd Brümmer        | Jürgen Schmock       | Ludwig Stöver        | Anke Schwan         | Gabriele Beständig  | Jochen Harries  |  |
| 2016–2021 | Manfred Nienaber   | Claus Ahlers       | Andreas Schmidt  | Wilken Hartje         | Bernd Brümmer        | Jürgen Schmock       | Lars Heuer-Brockhoff | Peer Schmidt        | Peter Jahnke        | Jochen Harries  |  |
| 2016–2021 | Manfred Nienaber   | Claus Ahlers       | Andreas Schmidt  | Wilken Hartje         | Bernd Brümmer        | Marlene Früchtenicht | Lars Heuer-Brockhoff | Peer Schmidt        | Peter Jahnke        | Jochen Harries  |  |
| seit 2021 | Christian Eilers   | Peter Lehrfeld     | Andreas Schmidt  | Horst Hickmann        | Andreas Schütze      | Andreas Evers        | Lars Heuer-Brockhoff | Gabriele Beständig  |                     | Jochen Harries  |  |

### Wappen, Flagge und Dienstsiegel
Das Wappen geht auf Siegelführung seit dem 17. Jahrhundert zurück. Die Flagge wurde 1953 genehmigt.
Wappenbeschreibung
„In Gold eine aufrechte, rot bewehrte schwarze Bärentatze.“
Das Motiv ist aus dem Stammwappen der Grafen von Hoya abgeleitet und zum Beispiel auch im Wappen des Landkreises Diepholz und der Städte Bassum, Bruchhausen-Vilsen, Hoya und Sulingen zu finden.
Flaggenbeschreibung
„Die Farben der Stadt Syke sind schwarz-gold. Die Stadtflagge trägt zusätzlich das Wappen der Stadt.“
Dienstsiegel
Das Dienstsiegel enthält das Wappen und die Unterschrift „Stadt Syke Landkreis Diepholz“.

### Partnerschaften und Patenschaften

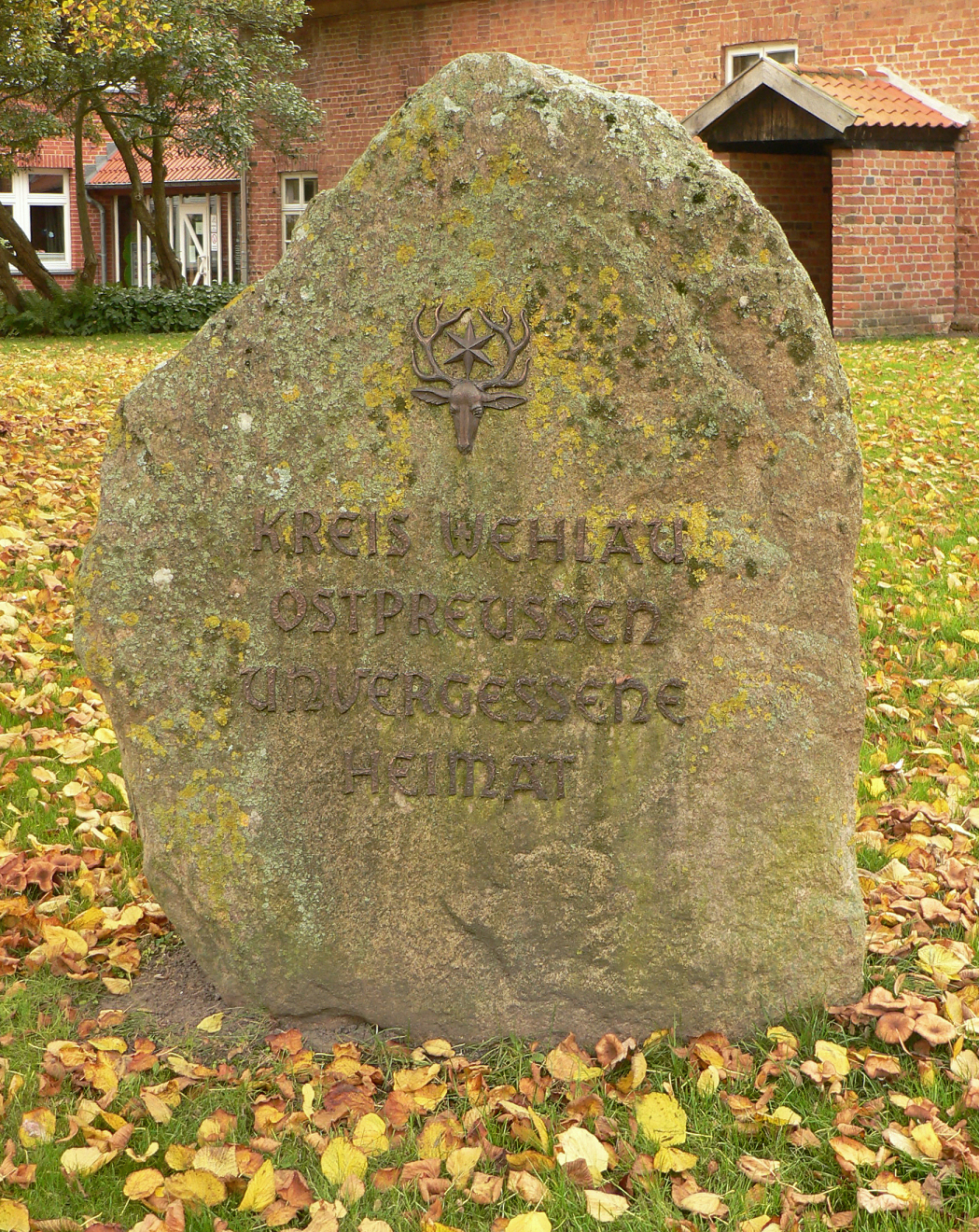
Gedenkstein für Wehlau

- Syke übernahm in den 1950er Jahren eine Patenschaft für ehemalige Einwohner der einstigen Kreisstadt Wehlau (seit 1946 Snamensk) in Ostpreußen. Im Syker Kreismuseum findet sich eine „Wehlauer Heimatstube“ mit entsprechenden Exponaten. Jährlich findet hier auch ein Heimattreffen statt.
- Seit 1973 unterhält Syke eine Städtepartnerschaft mit der französischen Gemeinde La Chartre-sur-le-Loir im Département Sarthe.
- Seit 2006 besteht eine Städtepartnerschaft mit der polnischen Stadt Wąbrzeźno im nördlichen Zentralpolen, etwa 50 km nordöstlich von Toruń in der Woiwodschaft Kujawien-Pommern.
- Seit Anfang der 1990er Jahre gibt es freundschaftliche Kontakte zur polnischen Stadt Brodnica, die ebenfalls in der Woiwodschaft Kujawien-Pommern liegt.
- Das Gymnasium Syke pflegt einen regelmäßigen Schüleraustausch mit dem Gymnasium in Brodnica und der russischen Stadt Nischni Nowgorod.
- Syke ist im Kommunalverbund Niedersachsen/Bremen vertreten.

## Religion
(Quelle:)

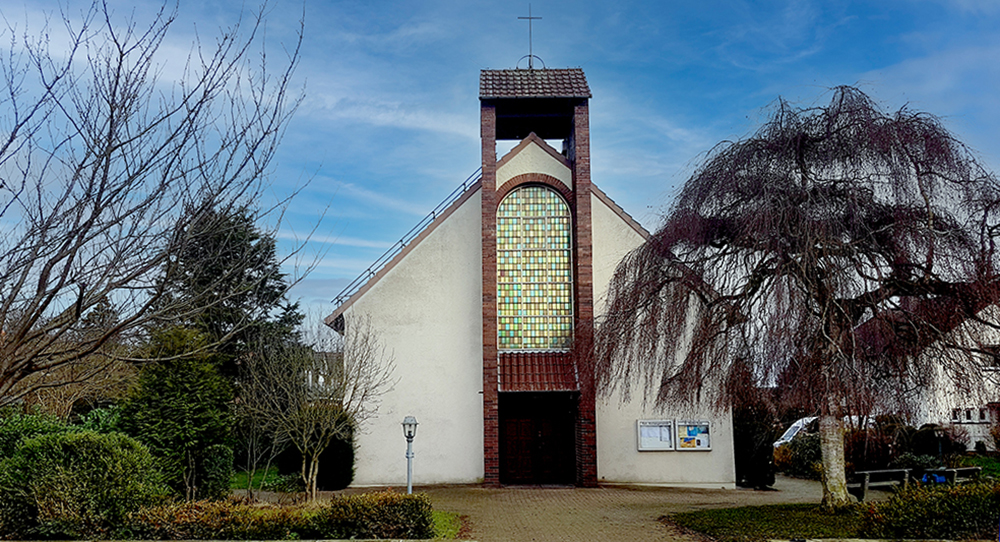
Katholische Kirche St. Paulus (2021)

- Evangelisch-lutherische Christus-Kirchengemeinde[17], siehe auch Christuskirche Syke
- Katholische Kirchengemeinde St. Paulus[18]
- Freie evangelische Gemeinde[19]

## Kultur und Sehenswürdigkeiten

### Museen

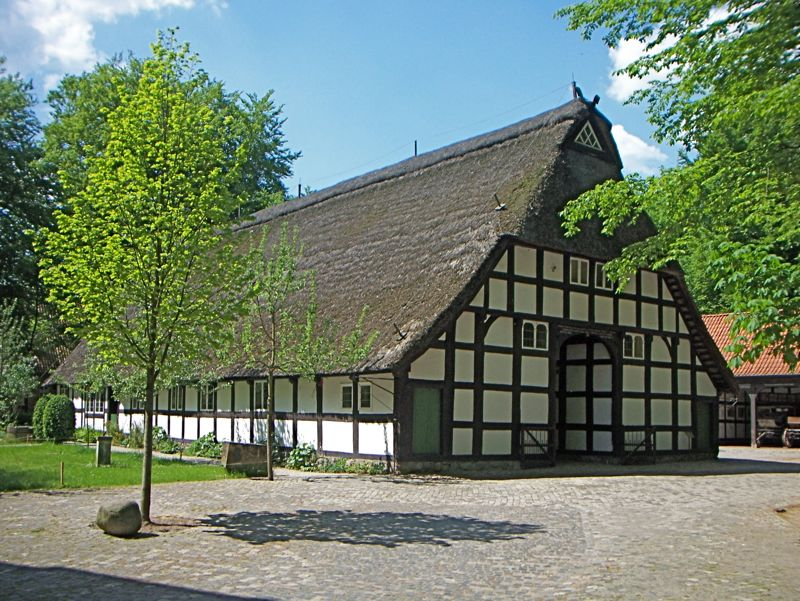
Kreismuseum Syke mit dem Hauptgebäude, ein 1747 errichtetes Hallenhaus

- Das Kreismuseum Syke ist ein Heimat- und Freilichtmuseum. Ausstellungsschwerpunkte sind Handwerk, bäuerliche Produktionsmethoden, Hauswirtschaft, Kulturgeschichte, Vor- und Frühgeschichte und Naturkunde. Das Museum besteht seit 1937 und entstand aus einem 1747 errichteten Bauernhaus.
- Das Forum Gesseler Goldhort ist ein 2020 eingeweihter Museumsanbau am Kreismuseum Syke. Das Museum zeigt den namensgebenden Goldhort von Gessel aus der Bronzezeit und eine archäologische Ausstellung.
- Im Ortsteil Henstedt gibt das privat betriebene Henstedter Dorfmuseum. Hier werden Exponate mit Ortsbezug ausgestellt. Zum Dorfmuseum gehört auch ein original eingerichteter Luftschutzraum, der bis 1945 von mehreren Familien benutzt wurde.

### Theater und Musik
- Das Syker Theater an der La-Chartre-Straße wurde 1964 als baulicher Bestandteil des Gymnasiums Syke fertiggestellt. Es hat 589 Sitzplätze, über ein eigenes Ensemble verfügt es nicht.
- Das Moderne Orchester Syke ist ein Sinfonisches Blasorchester. Es veranstaltet regelmäßig Konzerte in der Region. Ein kultureller Höhepunkt ist das alljährliche Konzert im Theater an der La-Chartre-Straße.
- Die Kulturinitiativen Jazz Folk Klassik in Syke und Rüttelschuh in der Wassermühle veranstalten regelmäßig Konzerte mit den Schwerpunkten Jazz, Folk, Blues, Klassik und Liedermacher. In Anlehnung an die Syker Songtage, die in den 1970er Jahren stattfanden, wurde 2003 ein neues Festivalkonzept Jazz Folk & Bike Syke entwickelt, das 2004 den Niedersächsischen Tourismuspreis erhielt.
- Der Gesangverein „Germania“ Syke von 1846 wurde 2015 aufgelöst.

### Kunst

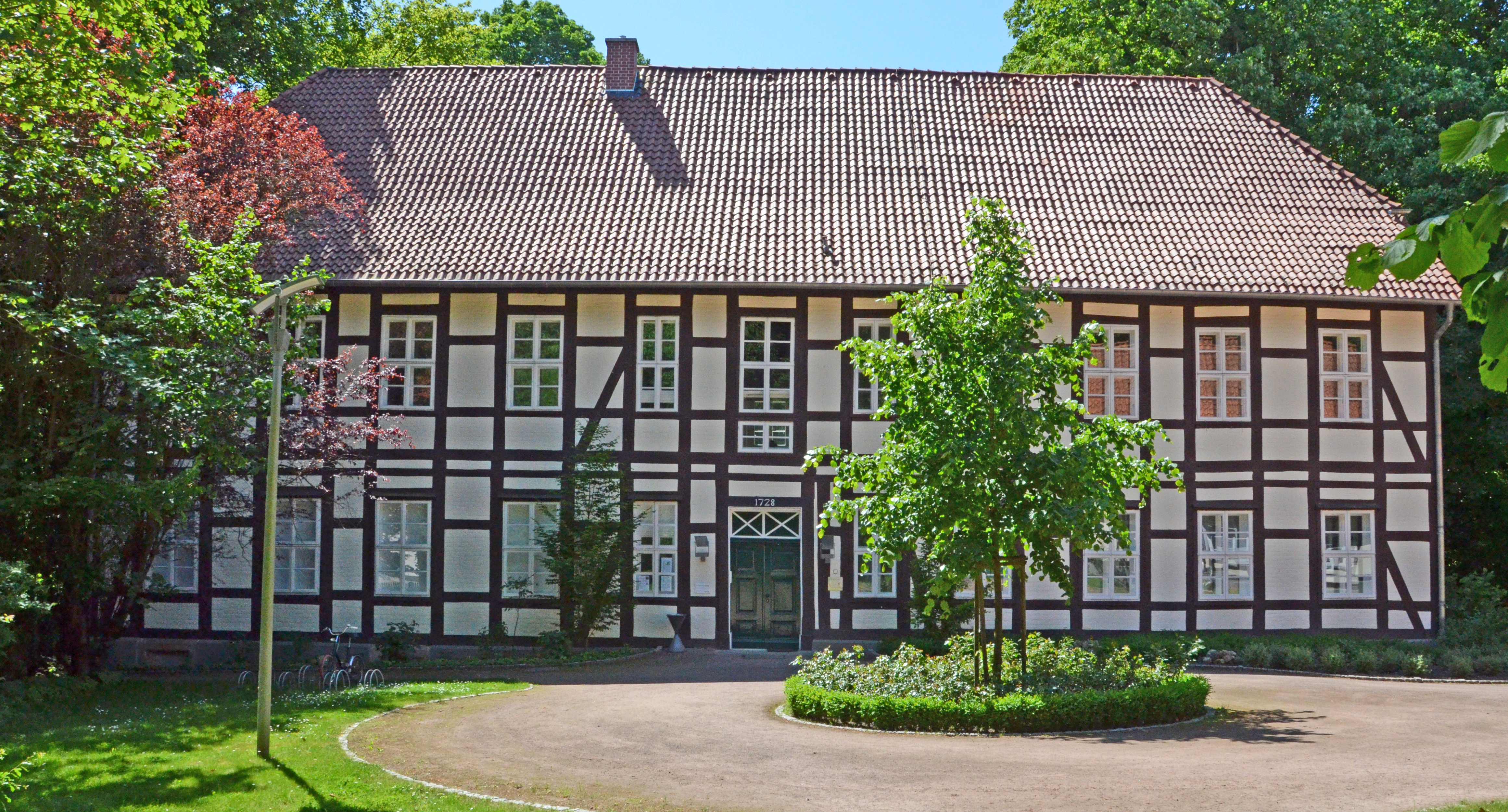
Amtshaus Syke

Das Syker Vorwerk – Zentrum für zeitgenössische Kunst befindet sich Amtshaus des Vorwerks Syke am Rande des Friedeholzes. Nach Auszug des letzten Oberkreisdirektors 2002 wurde das Gebäude von der Gemeinnützigen Stiftung Kreissparkasse Syke übernommen, saniert und im September 2007 als Zentrum für zeitgenössische Kunst eröffnet.

### Bauwerke

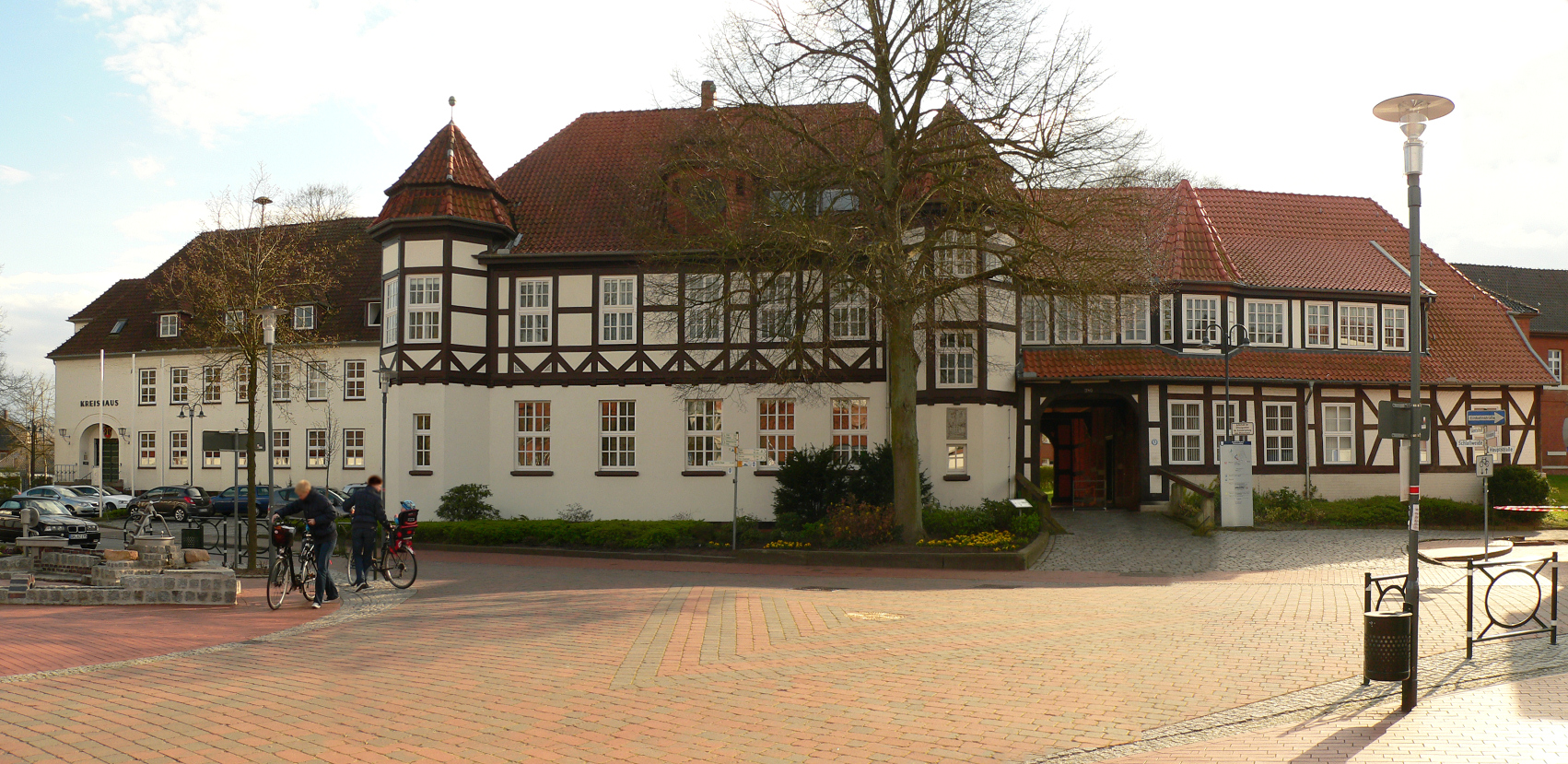
Der Syker Amtshof, früher Burg Syke

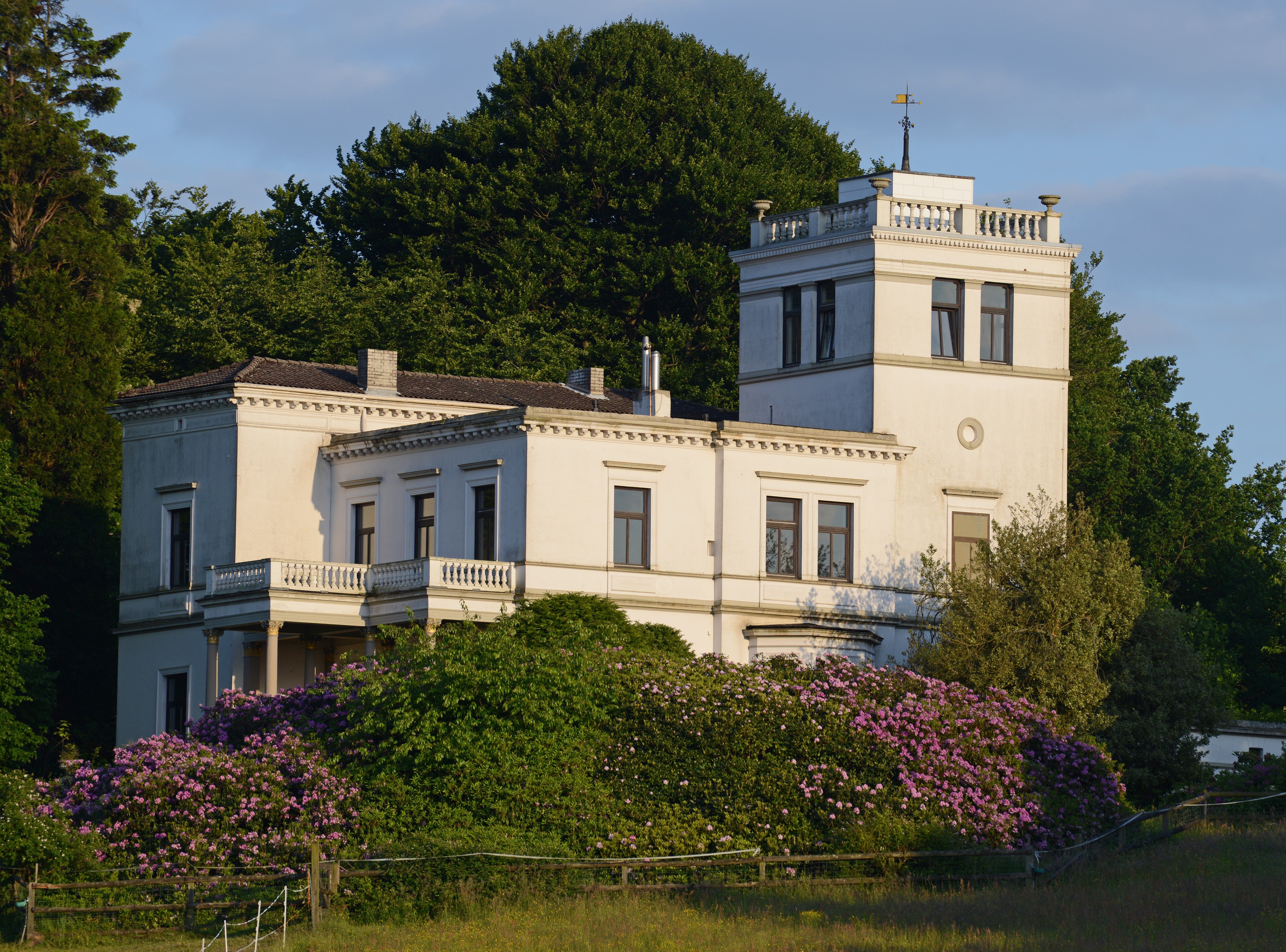
Villa Finkenburg

Zu den bekannten Gebäuden Sykes zählen der Syker Amtshof mit den Überresten eines mittelalterlichen Ringwalls der Burg Syke und dem Kornzinshaus von 1592. Innerhalb des Amtshofs befindet sich der Sitz des Amtsgerichts Syke. Das Vorwerk befindet sich im Friedeholz.
Die stadtbildprägende evangelisch-lutherische Christuskirche Syke steht direkt an der Bundesstraße 6.
Bei der Westeinfahrt in den Ort ist das villaähnliche Wohngebäude der stadtbekannten Finkenburg auf dem Finkenberg sichtbar.

### Stadtarchiv
Das Stadtarchiv ist das Verwaltungsarchiv der Stadt. Im Stadtarchiv stehen Akten, Karten, Urkunden, Nachlässe und alte Ausgaben der regionalen Zeitungen zur Einsicht. Untergebracht sind diese Unikate – dieses Kulturgut – im Rathaus, Hinrich-Hanno-Platz 1.
Siehe auch Liste der kommunalen Archive im Landkreis Diepholz

### Jüdischer Friedhof
Der Jüdische Friedhof in Syke ist ein Kulturdenkmal. Er ist einer von acht gut erhaltenen jüdischen Friedhöfen im Landkreis Diepholz. Auf dem Friedhof zwischen Hohe Straße und Lindhofhöhe befinden sich 35 Grabsteine von 1836 bis 1935.

### Naturschutzgebiete

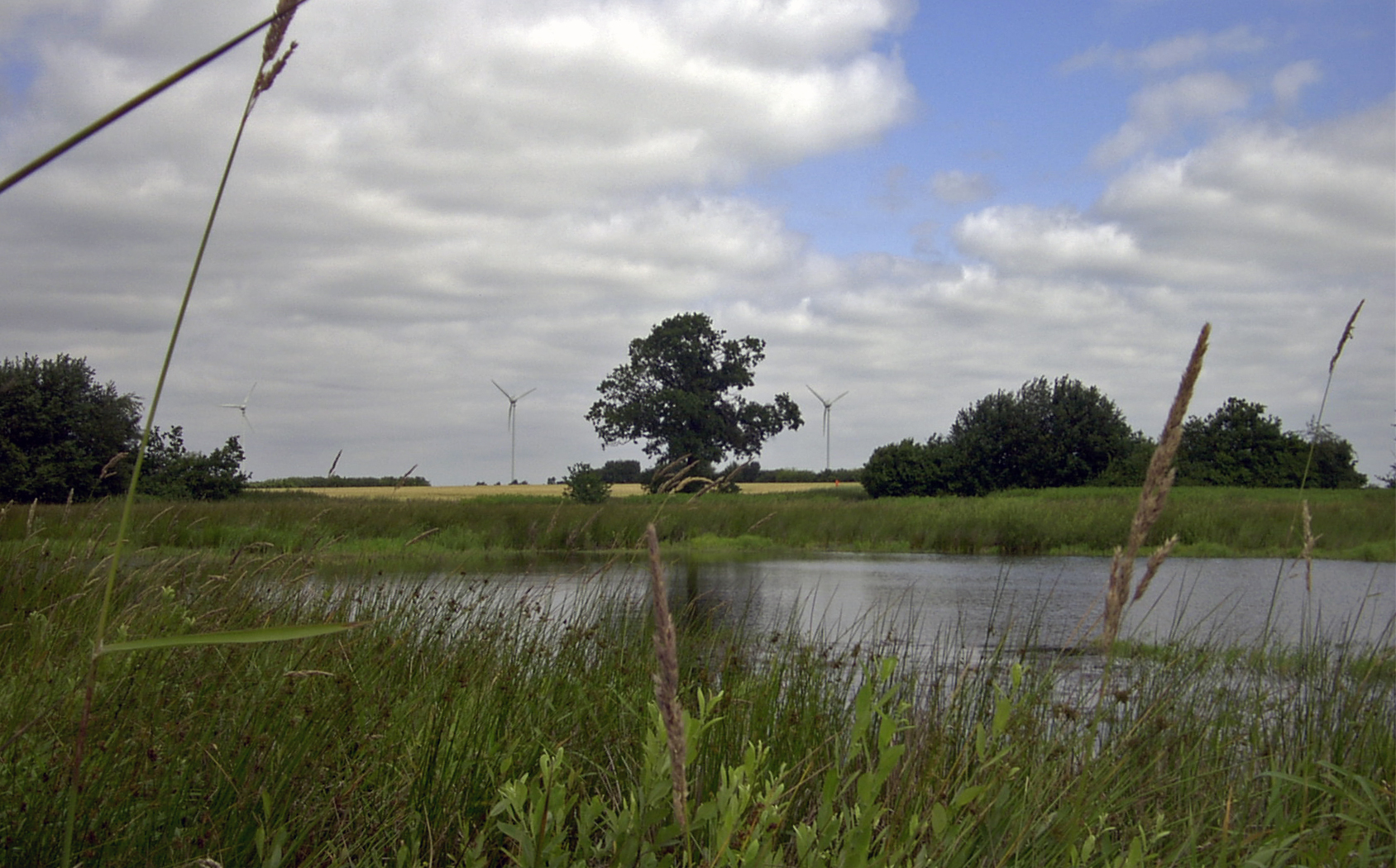
Naturschutzgebiet Amphibienbiotop Friedeholzer Schlatt

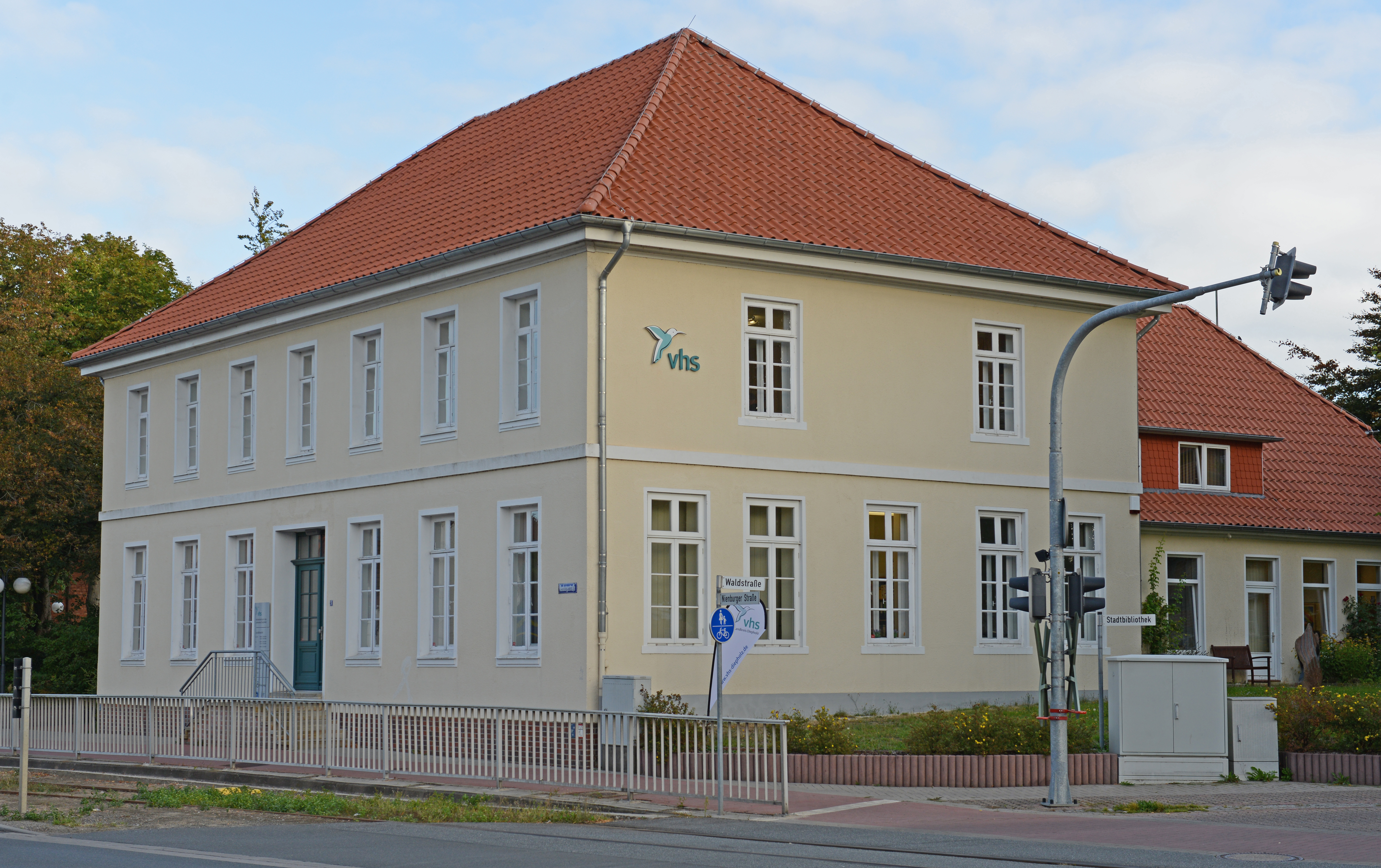
Alte Posthalterei von 1770

- In Barrien, in Gessel und in Schnepke gibt es Schlatts, unter Naturschutz stehende Klein-Biotope.
- Im Syker Stadtgebiet gibt es sechs ausgewiesene Naturschutzgebiete (NSG):
  - NSG Schnepker Schlatt (HA 6; 5 ha)
  - NSG Okeler Sandgrube (HA 160; 3,6 ha)
  - NSG Boltenmoor (HA 181; 13,3 ha)
  - NSG Wachendorfer/Gödestorfer Bruch (HA 199; 195 ha)
  - NSG Amphibienbiotop Friedeholzer Schlatt (HA 206; 18,8 ha)
  - NSG Hachetal und Freidorfer Hachetal (HA 248; 261,8 ha)

### Baudenkmäler
In der Liste der Baudenkmale in Syke sind für den Kernort Syke 36 Baudenkmale aufgeführt, für die gesamte Stadt Syke sind es 106 Baudenkmale.
Für die Restaurierung eines Wirtschaftsgebäudes der ehemaligen Posthalterei wurde die private Initiative „Rund ums Syker Rathaus e. V.“ 2011 mit dem Niedersachsenpreis für Bürgerengagement ausgezeichnet.

### Wälder und Parks
Östlich des Stadtkerns von Syke befindet sich das Friedeholz, ein überwiegend mit Buchen und großen, stark duftenden Douglasien besetzter Staatsforst. In dem Wald befindet sich ein bronzezeitliches Hügelgräberfeld. 2010 wurden auf einer Fläche von 4,5 Hektar im Friedeholz 2.500 Berg-Ahorn-Setzlinge gepflanzt. Südwestlich von Syke befindet sich der Staatsforst Westermark mit einem Abenteuerspielplatz.
Im Syker Kernbereich gibt es zwei Parks: den Mühlenteichpark und den Europagarten. Im Syker Ortsteil Barrien existiert das parkähnliche Mühlenteichgelände.
- Im Edgar-Deichmann-Park, benannt nach einem Syker Ehrenbürger, direkt an der Hache, findet sich seit 2006 mindestens je ein Exemplar der Baumarten, die in der Liste Baum des Jahres aufgeführt sind. Diese Bäume sind gekennzeichnet. Bis zum Oktober 2016 hieß er Mühlenteichpark.
- Der Europagarten an der Straße Zum Hachepark versteht sich als ein Kunst- und Kulturprojekt. Es ist eine Kombination aus Biotop, diversen Kunstwerken Syker Künstler und einer Konzertmuschel. Es handelt sich um ein Gemeinschaftsprojekt der Stadt Syke, Syker Künstler, der Europa-Union Kreisverband Diepholz und des BUND; es ist quasi ein Gesamtkunstwerk mit multifunktionalem Charakter: Kunst – Kultur – Natur.[24]
- Das Barrier Mühlenteichgelände südlich der dortigen Wassermühle Barrien mit einem Rundweg, dem Heinrich-Schmidt-Barrien-Weg, ist ein Wildpark mit seinem Wildwuchs und einem Rundweg, der Blicke auf Barrien, ins Hachetal nach Syke und nach Gessel gewährt.
- Zwischen dem Syker Friedeholz und Barrien hinter einem Möbelhaus befindet sich seit 2014 das etwa zwei Hektar große Arboretum Syke mit knapp 70 Bäumen weitgehend einheimischer Arten.

### Kunst im öffentlichen Raum
In Syke befinden sich viele unterschiedliche Skulpturen und Objekte:
- Im Forum der Hacheschule befinden sich Wandbilder/Bildobjekte des Schweringer Künstlers Gottlieb Pot d’Or (1905–1978) von 1966
- Im Kreishaus Syke ist das Wandbild Ritter und Äbtissin (Metall mit Email; um 1970) von Gottlieb Pot d’Or. Die Schabracke des Pferdes, auf dem der Ritter sitzt, trägt die Wappen der Gemeinden im damaligen Landkreis Grafschaft Hoya.
- Auf der „Steinwiese“ (Steinplatz) am Gymnasium stehen sechs Marmorskulpturen, die 1991 im Rahmen des Bildhauersymposion 1991 in Syke unter dem Titel Formen für Europa – Formen aus Stein von sechs renommierten Bildhauern aus fünf Nationen (Miguel Ausili, Italien; Ioanna Filippidu, Griechenland; Janez Lenassi, ehem. Jugoslawien; Louis Niebuhr, Deutschland; Jiri Seifert, ehem. Tschechoslowakei; Werner Stötzer, Deutschland) geschaffen wurden.

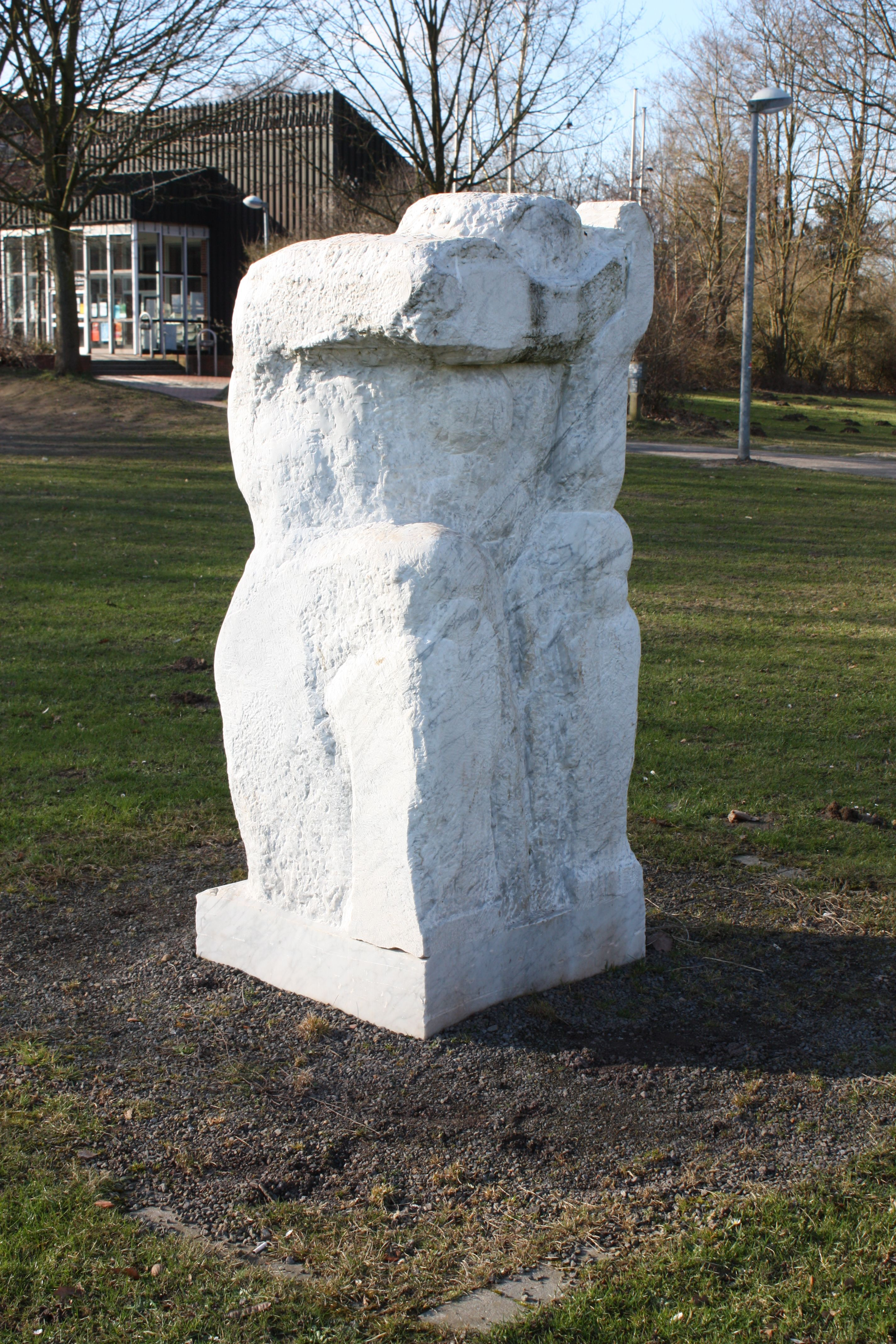
Werner Stötzer: Große Sitzende
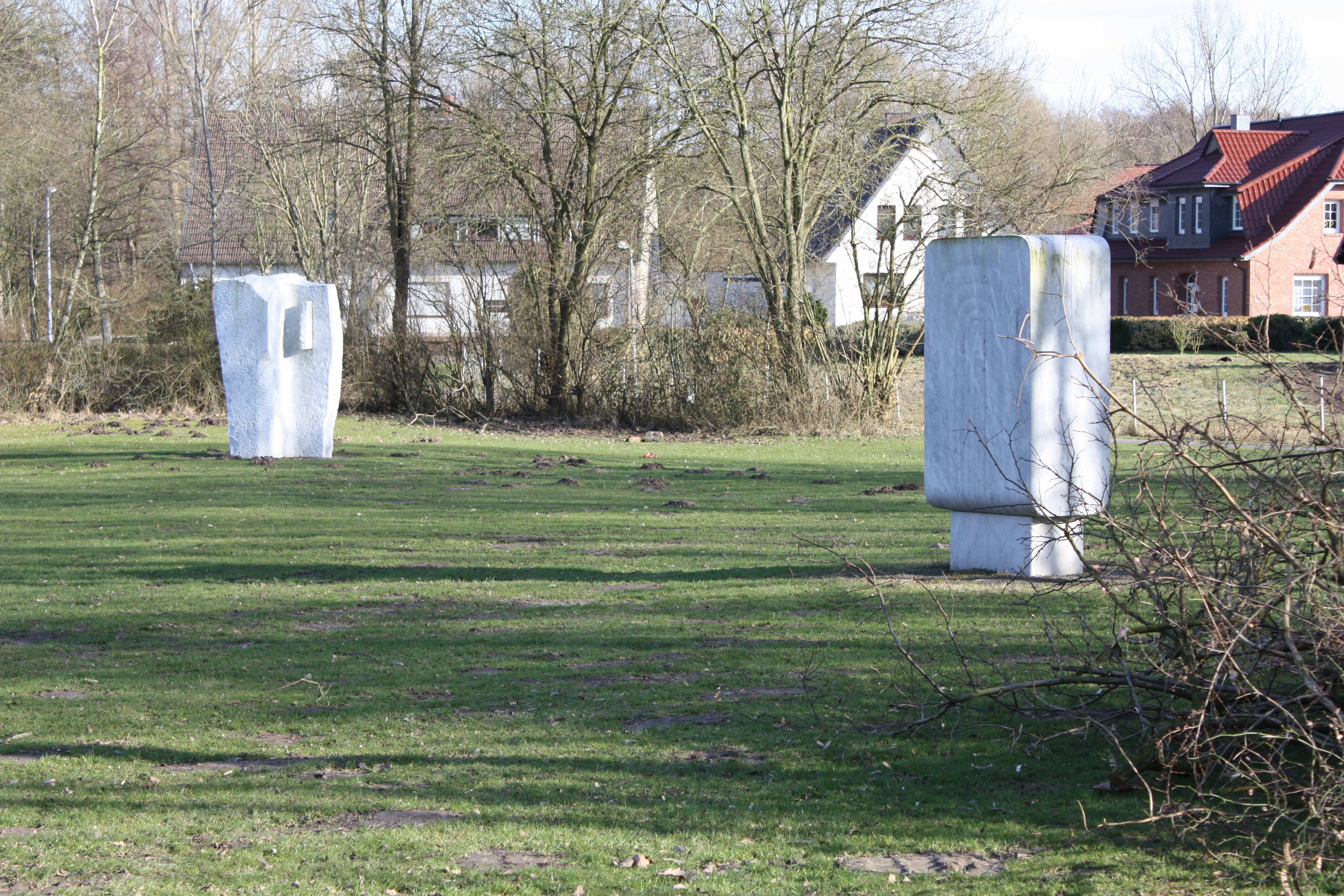
links: Miguel Ausili: Genesis; rechts: Janez Lenassi: Ohne Titel
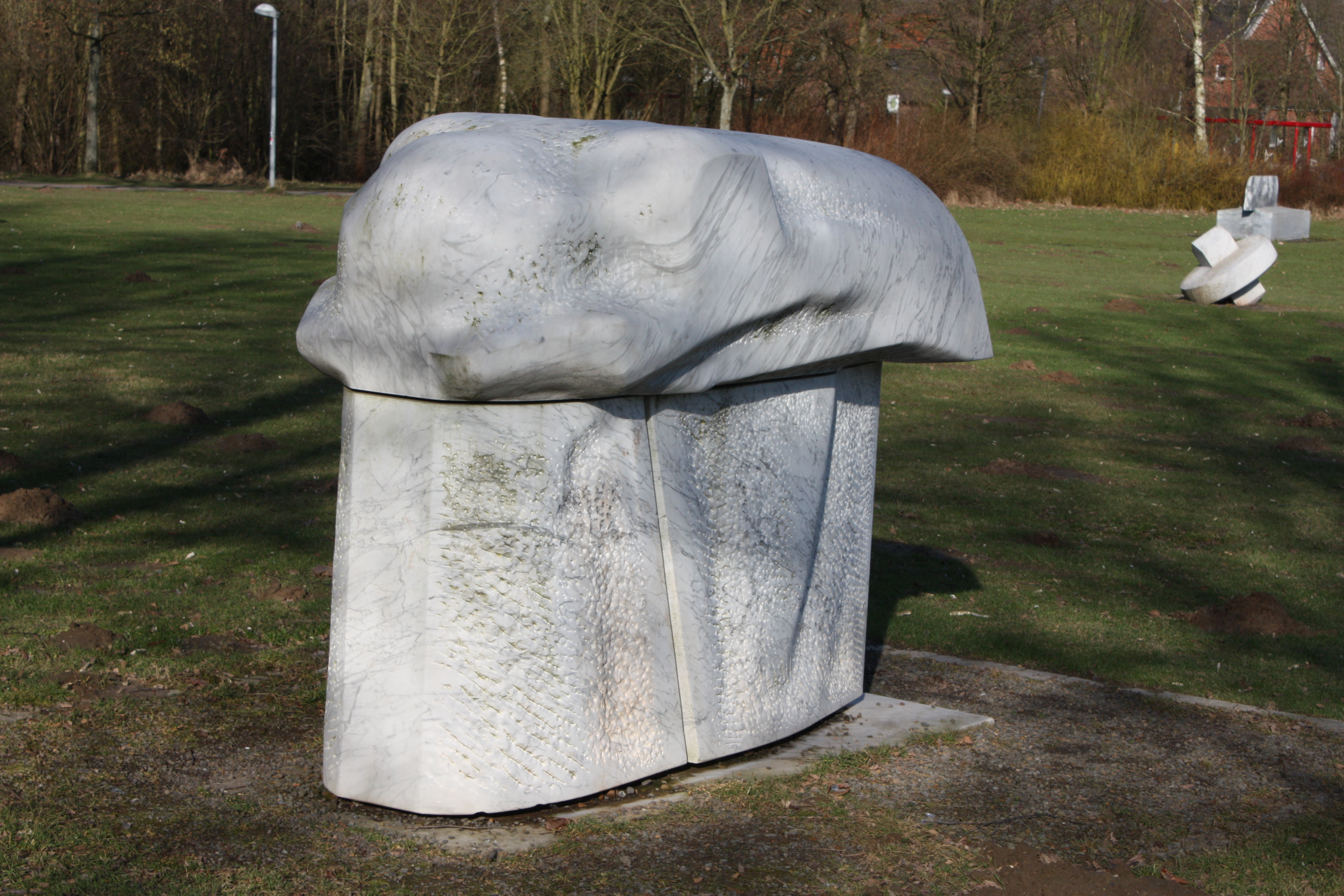
vorn: Louis Niebuhr: Paläotacho; in der Mitte: Ioanna Filippidu: Kreisel; hinten:Jiri Seifert: Guten Tag Syke
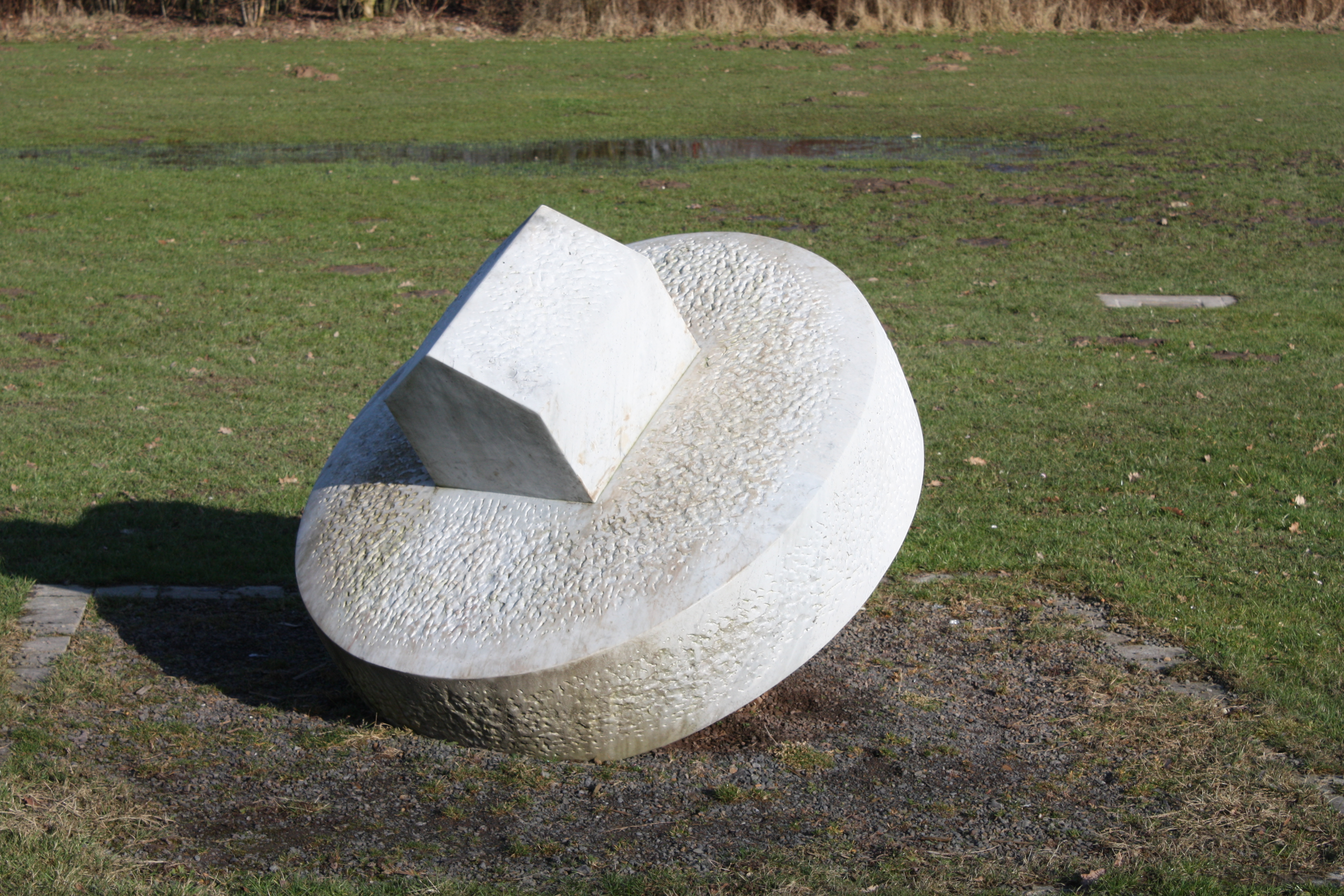
Ioanna Filippidu: Kreisel

- Auf dem Gelände der ehem. Kreisverwaltung vor dem Verkehrsamt (Kornzinshaus) steht seit 1996 die Marmorskulptur Non-Stop des Sykers Louis Niebuhr. Sie ist 1988 anlässlich des Internationalen Bildhauersymposiums in Berlin entstanden.
- In der Syker Innenstadt steht die Bronzeskulptur Wächter (1994) und der Reliefkörper Stadtleben (1995) des Sykers Andreas Frömberg.
- Im Syker Friedeholz befindet sich der Kunstbereich Wald-Weg-Zeichen mit Kunstobjekten aus Holz von Regine Hawellek (Zwei, 2006), Ulrike Gölner (Die Welle, 2007), Adam (Handzeichen), Pablo Hirndorf (aRound, 2010), Reinhard Osiander (Hirsch, 2011), Markus Keuler (Waldtaucher, 2012), Uwe Schloen ("Tankstelle", 2015). Auch der Fantasieplatz (2005) des Sykers Detlef Fritz Voges mit 23 farbig gefassten Objekten aus Douglasie gehört zu den Wald-Weg-Zeichen. Die Kunstinstallation ist zum Begehen, Berühren, Anschauen und Nachdenken für große und für kleine Leute. Die Objekte Doppeldelta und Kernschnitte polar – bipolar (2001) von Louis Niebuhr und Zeichen (2003) von Eckhard Wesche (1947–2011) sind aus Sicherheitsgründen abgebaut worden.
- Auf dem Mühlendamm vor der Kreissparkasse steht eine Bärengruppe aus Bronze von Holger Voigts (1987).
- Rechts neben der Kreissparkasse am Mühlendamm befindet sich die Bronzeskulptur Zuflucht von Norbert Thoss.

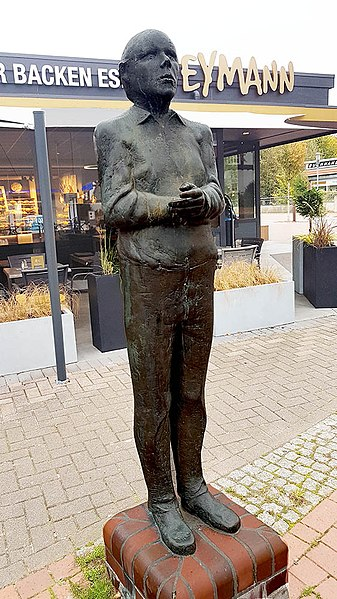
Andreas Frömberg: Wächter (Hauptstraße)
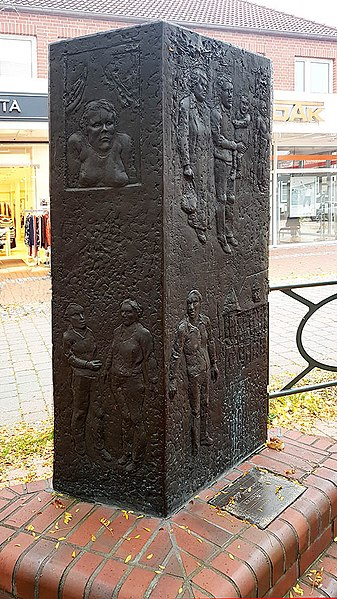
Andreas Frömberg: Reliefkörper Stadtleben (Hauptstraße)
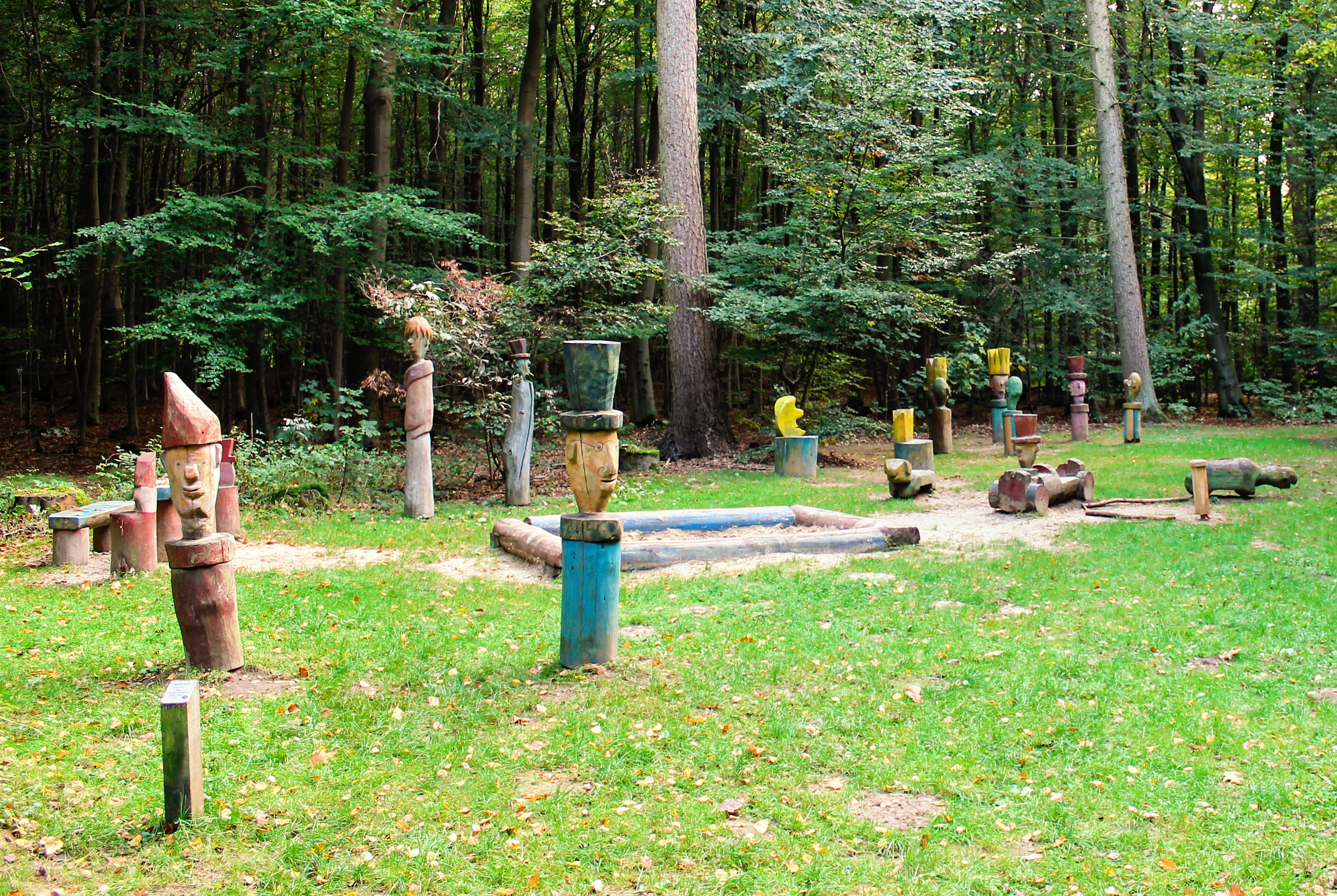
Detlef Fritz Voges: Märchenplatz (im Friedeholz)
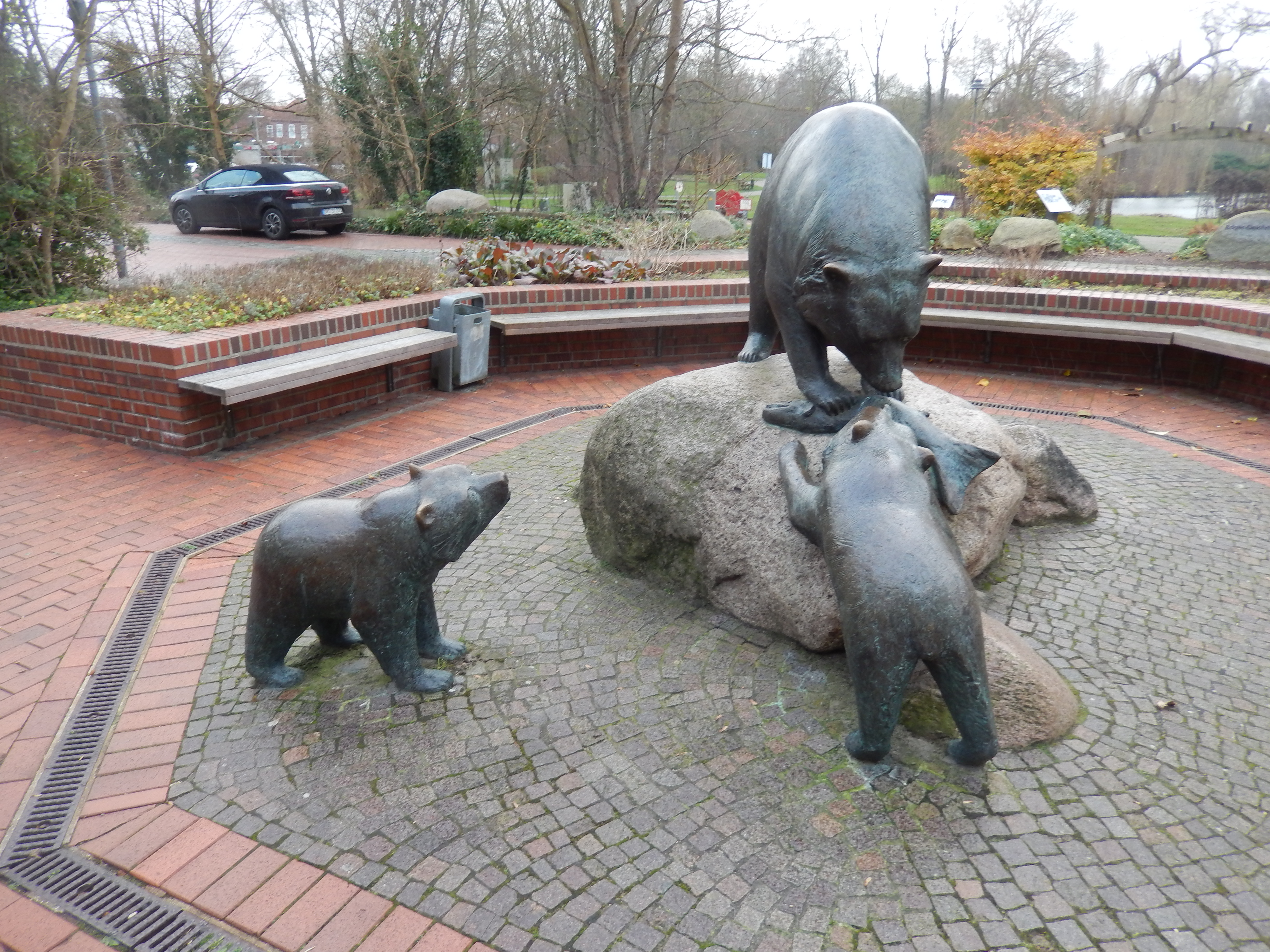
Holger Voigts: Bärengruppe (Mühlendamm)
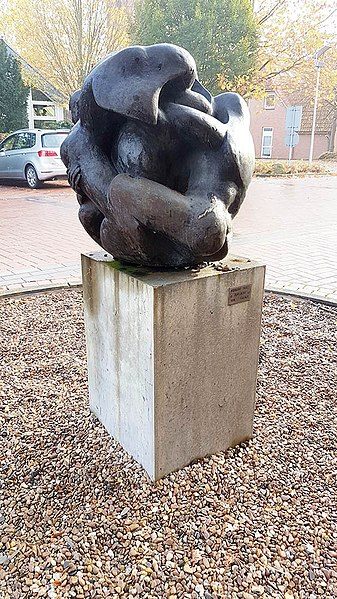
Norbert Thoss: Zuflucht (neben der Kreissparkasse; Mühlendamm)

- Auf dem Rathausplatz vor der Christuskirche befindet sich ein Mahnmal (Stahl, 1999) von Elsa Töbelmann und Henning Greve für die verfolgten und ermordeten jüdischen Mitbürger Sykes.
- Auf dem Gelände des Kreismuseums an der Bundesstraße stehen sechs unter anderem diverse Objekte von Rita Bieler (Steinhaus, 1992), Heidrun Kohnert (Tor, 1996), Heike Michaela Walter (drei Einzelobjekte, 1998), Erika Harjes (Ins Gespräch kommen, 2003) und Anke Nesemann (Pferdekopf, 2005). Zum sogenannten Krendel hin ist eine Installation aus Eichenholz (2001) von Nicola Dormagen, die aus zahlreichen Einzelelementen besteht und an überdimensionale Kinderbauklötze erinnert.
- Auf dem Gelände des Finanzamtes stehen eine Bronze-Plastik von Jürgen Cominotto und eine Steinplastik von Karl Wientzek (jeweils 1984).
- Vor der Oldenburgischen Landesbank in der Hauptstraße befindet sich ein Brunnen mit Steinkugeln (1984).
- Auf dem Barrier Friedhof steht eine Stahlskulptur (2005) von Elsa Töbelmann und Henning Greve zur Erinnerung an die 25 Babys von osteuropäischen Fremdarbeiterinnen. Die Babys kamen 1944/45 in einem sogenannten „Polenkinderheim“, das die Nationalsozialisten in Barrien eingerichtet hatten, zu Tode und wurden auf dem Barrier Friedhof bestattet.
- Auf dem Gelände des „Syker Vorwerks“ sind Holz- und Keramikskulpturen von folgenden Künstler zu sehen: Rita Bieler: Wegzeichen Wiese, Park und Garten (Terrakotta, 2003), Heike Michaela Walter: Bienenbeet (Installation aus 5 Terrakotta-Objekten und Blumenbeet, 2010), Emmanuel Eni: Blatt Geist Totem (Douglasie, Terrakotta, Spiegelglas, 2011) und Detlef Fritz Voges: Der Amtmann (Douglasie, farbig gefasst, 2011).

### Briefmarke

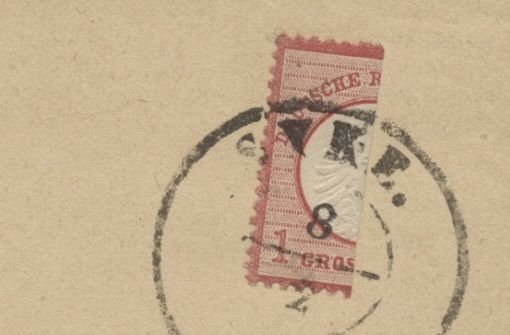
Syke-Halbierung

Die Syke-Halbierung ist eine philatelistische Besonderheit von 1872/73. Sie wird unter Philatelisten mit bis zu 261.000 € gehandelt.

## Wirtschaft und Verkehr

### Ansässige Unternehmen
Wichtige Industriezweige umfassen den Maschinenbau und die Labortechnik. Weitere Unternehmen befassen sich mit dem Natursteingroßhandel, Hausbau und Viehverwertung. Zudem ist Syke Sitz regionaler Behörden. In Syke befindet sich das Verlags- und Druckhaus der Kreiszeitung Verlagsgesellschaft, eines zentralen Knotenpunkts in dem verzweigten Zeitungsimperium des Dirk Ippen.

### Verkehr

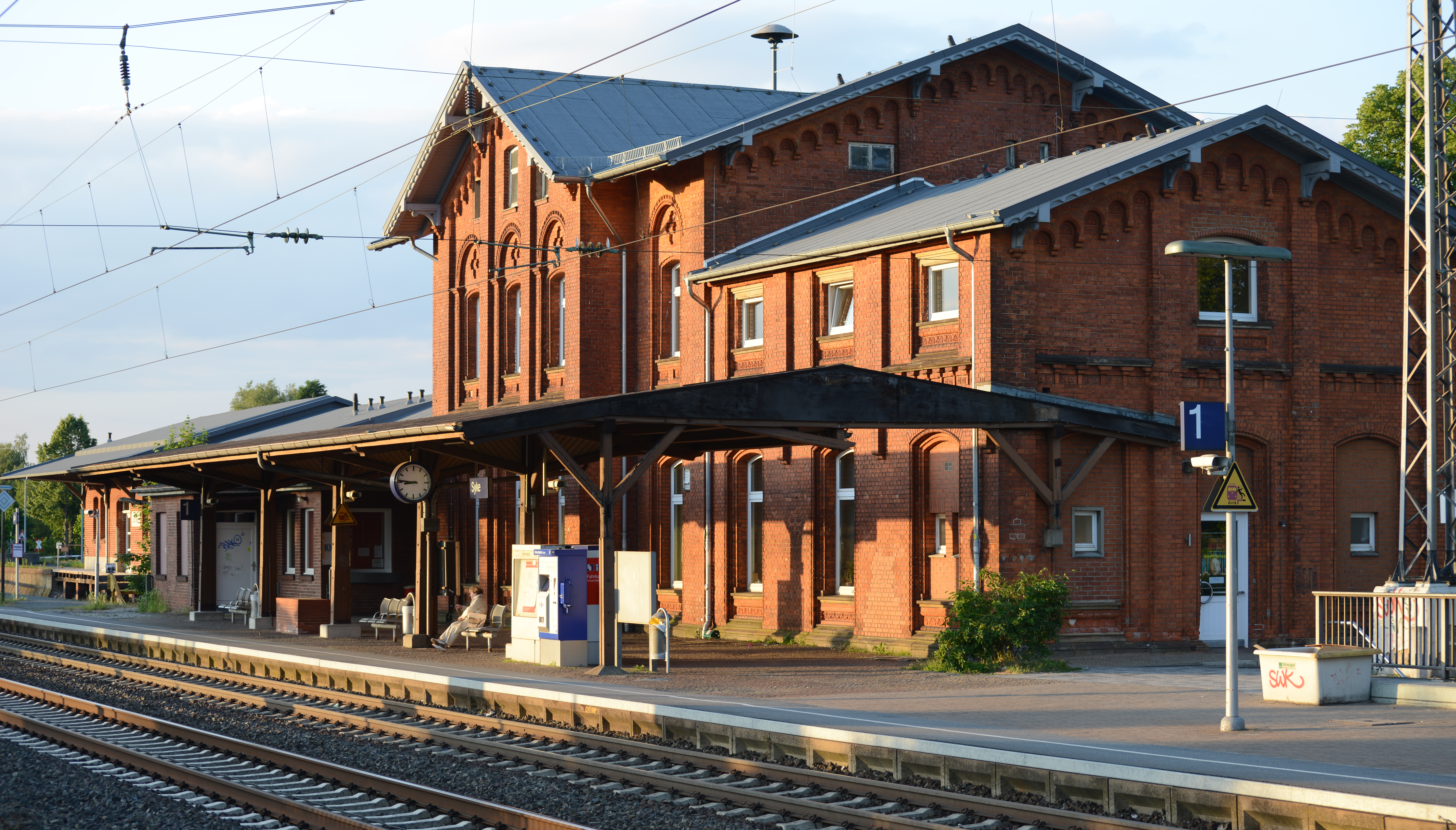
Bahnhof Syke

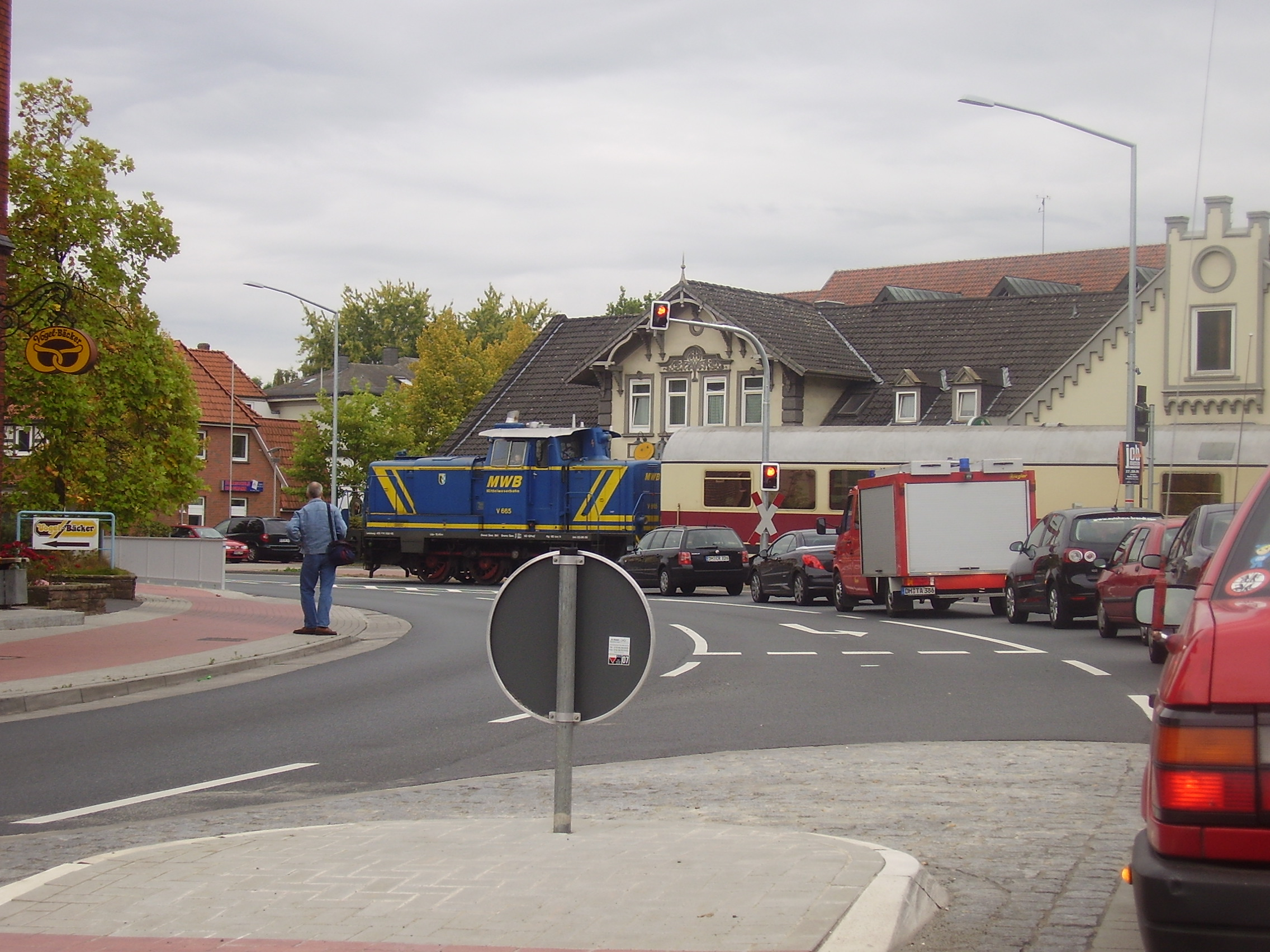
Straßenquerung der B 6 durch die frühere Kleinbahn Hoya-Syke-Asendorf nach Bruchhausen-Vilsen nahe dem Hansa-Kino

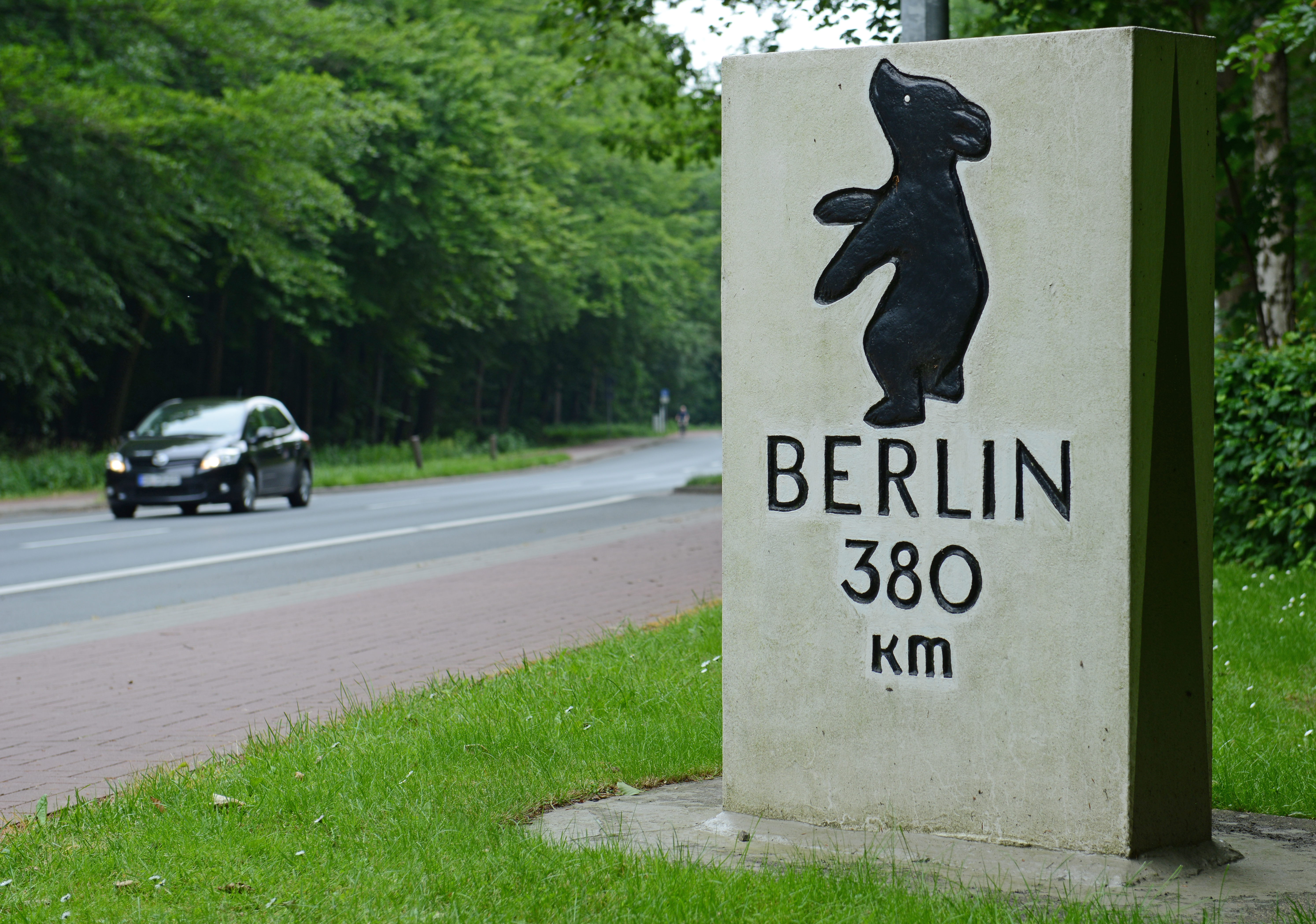
Der denkmalgeschützte Berliner Meilenstein Syke von 1957 an der B 6 am nördlichen Ortsrand von Syke

- Syke ist zu erreichen über die Bundesstraße 6 zwischen Bremen und Hannover oder über die Bundesautobahn 1 (Hansalinie) bei den Abfahrten Groß-Mackenstedt, Brinkum oder Weyhe.
- Der Flughafen Bremen liegt 20 km entfernt.
- Syke liegt an der Bahnstrecke Wanne-Eickel–Hamburg. Am größten Syker Bahnhof halten Regional-Express-Züge der Linie RE 9 Osnabrück–Bremen–Bremerhaven-Lehe und die Bahnen der Regio-S-Bahn Bremen/Niedersachsen auf der Linie RS 2 (Bremerhaven-Lehe–Twistringen). Am Haltepunkt Syke-Barrien halten die Bahnen der Regio-S-Bahn Bremen/Niedersachsen auf der Linie RS 2. In der Zukunft fährt die Regio-S-Bahn Bremen/Niedersachsen alle 30 Min von Syke nach Bremerhaven-Lehe. Der Syker Bahnhof hat mit täglich 3200 Ein- und Aussteigern die höchsten Fahrgastzahlen im Landkreis.[25]
- Die Strecke von Syke nach Eystrup wurde 2006/07 zwischen dem Syker Bahnhof und dem Ortsteil Syke-Heiligenfelde instand gesetzt. Seit 2007 verkehrt zwischen Syke und Eystrup von Mai bis Oktober der Kaffkieker, der von den Verkehrsbetrieben Grafschaft Hoya (VGH) in Kooperation mit dem Deutschen Eisenbahn-Verein und der Mittelweserbahn betrieben wird. Zudem verkehren auf der Strecke in Hoya regelmäßig Güterzüge. Die Bahnübergänge auf der Strecke wurden im Juli/August 2008 mit moderner Sicherungstechnik ausgerüstet, deren Abnahme durch das Eisenbahn-Bundesamt am 9. Oktober 2008 erfolgte.

Während des Brokser Heiratsmarktes fahren auf der Strecke die Züge der Eisenbahnen und Verkehrsbetriebe Elbe-Weser.
- Das Stadtgebiet wird von mehreren Buslinien abgefahren.
- Syke wurde im Juni 2005 zur fahrradfreundlichsten Kommune Niedersachsens gewählt.

## Infrastruktur

### Allgemein

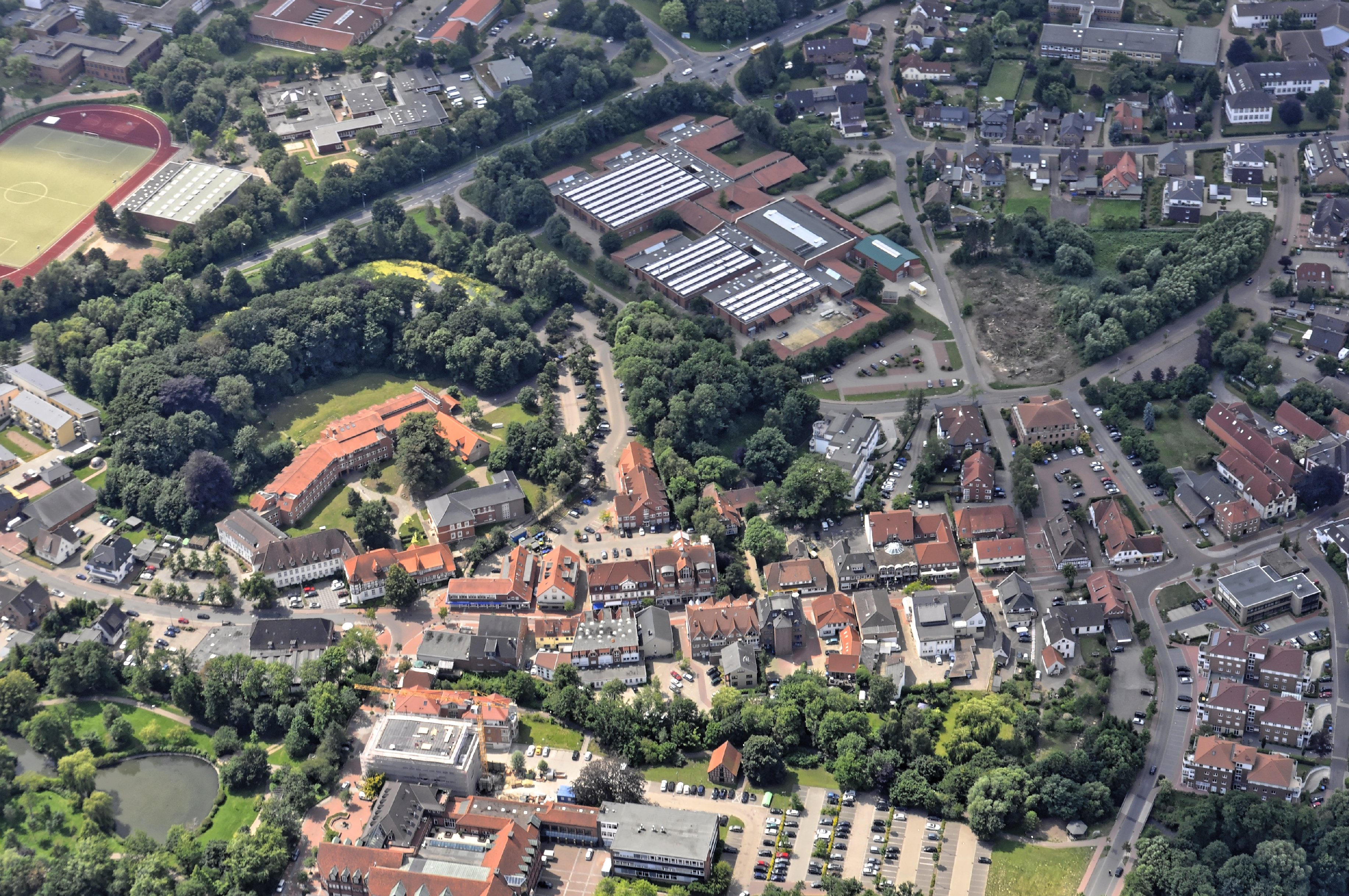
Stadtzentrum von Syke

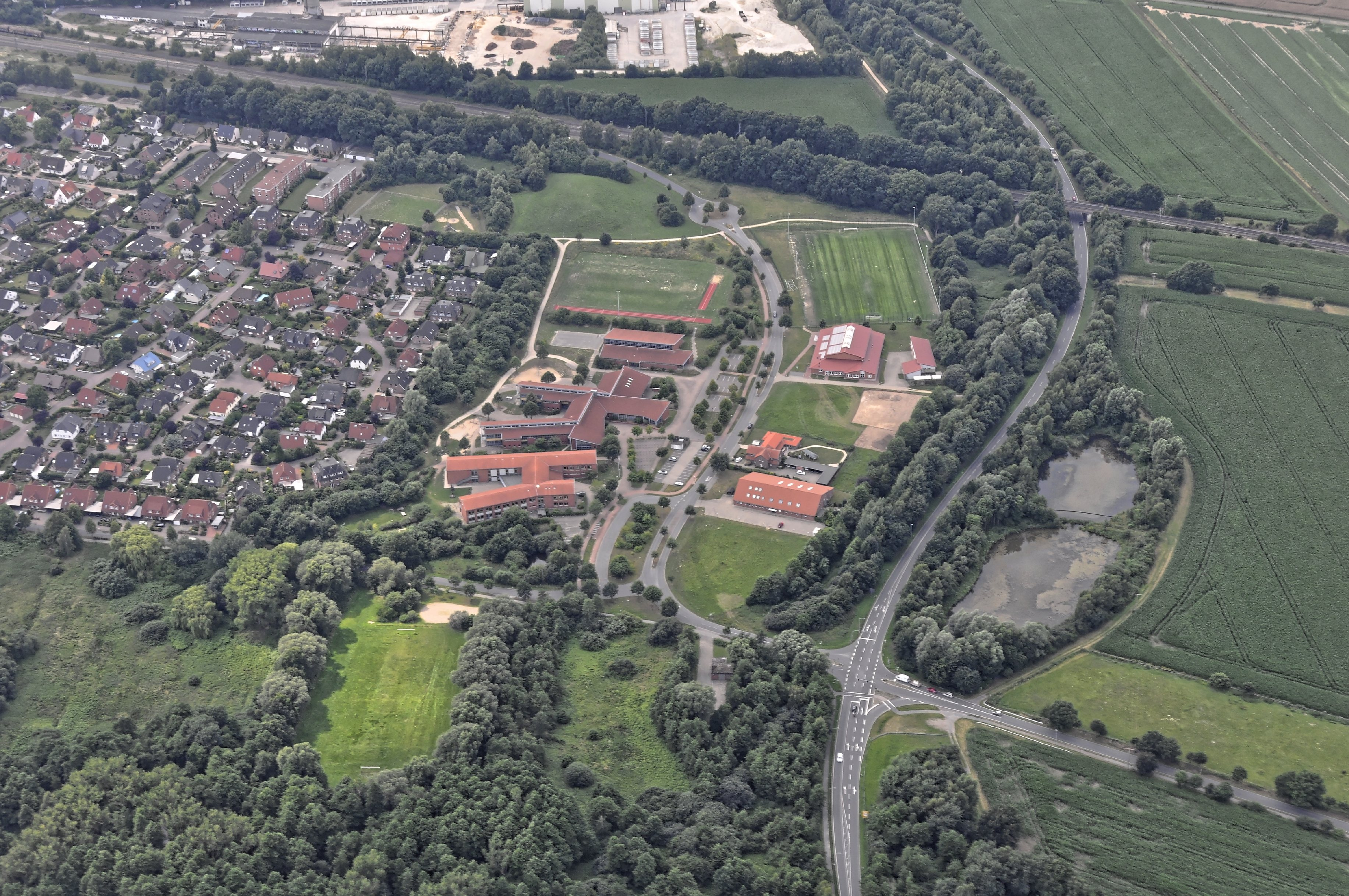
GTS Syke

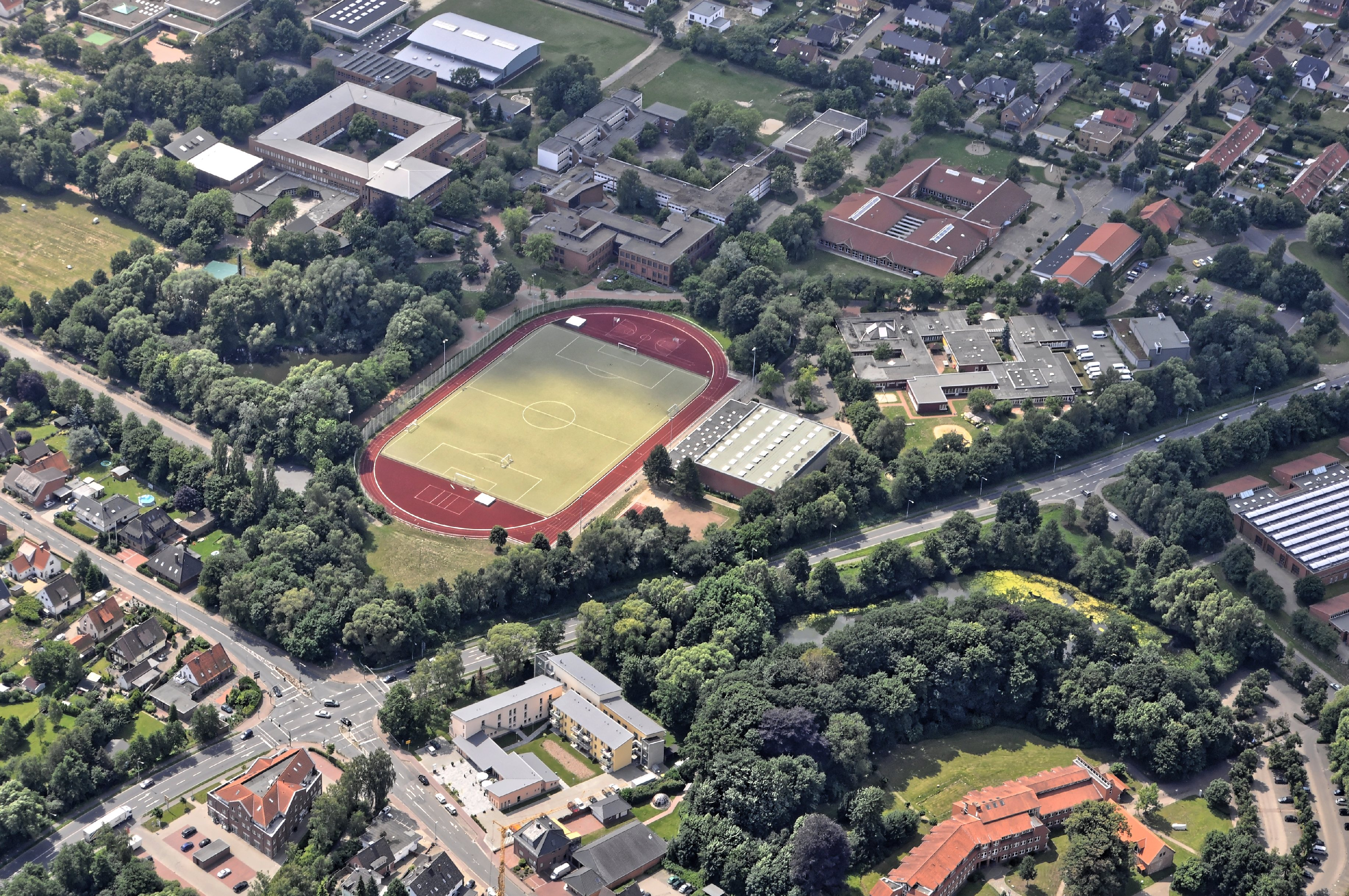
Sportplatz und Turnhalle

- Rathaus Syke (Stadtverwaltung) mit Bürgerbüro, Hinrich-Hanno-Platz 1
- Stadtbibliothek Syke, Hinrich-Hanno-Platz 1
- Finanzamt Syke, Bürgermeister-Mävers-Straße 15
- Freiwillige Feuerwehr Syke besteht aus neun Ortsfeuerwehren: Schwerpunktfeuerwehr Syke und vier Stützpunktfeuerwehren in Barrien, Gessel-Ristedt, Gödestorf-Osterholz-Schnepke und Heiligenfelde und vier Feuerwehren mit Grundausstattung in Henstedt, Jardinghausen, Okel und Wachendorf.
- THW-Ortsverband Syke des Technischen Hilfswerkes mit einer Bergungsgruppe, einer Fachgruppe Notversorgung und Notinstandsetzung und einer Jugendgruppe[26]
- Deutsche Rote Kreuz (DRK) als Teil der Schnellen Einsatzgruppe Nord (SEG) des Landkreises Diepholz.

### Bildung
- Grundschule Am Lindhof, Syke
- Grundschule Barrien
- Astrid-Lindgren-Grundschule, Heiligenfelde
- Hacheschule (Förderschule), Syke
- Erlenschule, staatlich anerkannte Tagesbildungsstätte, Syke
- Grund- und Oberschule Luise-Chevalier-Schule, Syke
- Realschule Syke
- Gymnasium Syke
- Berufsbildende Schulen des Landkreises Diepholz
- Fachwirtschaftsschule Syke 1. und 2. Jahr
- Fachgymnasium Syke mit den Richtungen Gesundheitswesen, Technik und Wirtschaft (Berufliches Gymnasium)

### Sport
Einrichtungen
- Drei Sporthallen, die eine Tribüne besitzen.
- Hallenbäder in Syke, Am Lindhof und Barrien, Glockenstraße
- Freibad Syke im Friedeholz beim Kreismuseum
- Die zwei größten Stadien sind im Syker Zentrum das Waldstadion und in der Neustadt das Hachestadion.

Vereine
- Die Breitensportarten wie Fußball, Handball, Badminton, Basketball, Gymnastik, Leichtathletik, Hockey, Reiten, Schwimmen, Tennis, Tischtennis, Turnen, Volleyball, Wasserball werden angeboten, aber auch Boxen, asiatische Kampfsportarten wie Aikido, Judo und Karate, Golf auf einem 27-Loch Golfplatz und Tanzsport.[27]
- Angelsportverein Syke, Barrier Tennis-Club, Dorf- und Schießsportgemeinschaft Leerßen, FC Gessel-Leerßen, FC Syke 01, Flugsportverein Albatros, Golfclub Syke, Reit- und Fahrverein Okel und Umgebung, Schießsportkameradschaft Syke, Schützenvereine Barrien, Gödestorf, H'felde, Okel, Osterholz, Ristedt, Schnepke und Syke, Segelsportverein Wiking, Sportverein Heiligenfelde, Stadtsportring, Tennisverein Syke, TSG Osterholz-Gödestorf-Schnepke, TSV Barrien, Turn- und Sportverein Okel, Turn- und Sportverein Syke
- Die Lateinformation des TSC Hansa Syke tanzte in der Saison 2005/2006 in der 2. Bundesliga.

## Persönlichkeiten

### Ehrenbürger
- 1978: Roland Lebrun (* 1918; † 22. Januar 2006). Bürgermeister der Partnerstadt La Chartre. Verleihung für seine Unterstützung der Aufarbeitung der historischen Wunden zwischen Deutschen und Franzosen.
- 1993: Josette Ribot. Lehrerin am College in der Partnerstadt La Chartre.
- 2006: Edgar Deichmann (* 1913; † 5. Juli 2016). Unter dem Druck des Nationalsozialismus war er 1937 nach Brasilien ausgewandert; einige Familienmitglieder starben in deutschen Konzentrationslagern. Er besuchte Syke in den 1970er Jahren und nahm den Dialog mit jungen Menschen auf.[28]

### Söhne und Töchter der Stadt
- Wilhelm Albrecht (1821–1896), nationalliberaler Reichstagsabgeordneter
- Andreas Voss (1857–1924), Gartenbauschriftsteller
- Friedrich Hildebrand (1902–1983), SS-Untersturmführer
- Anneliese Kiehne-Tecklenburg (1925–2020), plattdeutschsprachige Autorin
- Louis Niebuhr (* 1936), Bildhauer
- Ursel Meyer-Wolf (1944–2020), plattdeutsche Autorin
- Fritz Vehring (* 1944), Künstler (Keramik) und Hochschullehrer; 1998 Kulturpreis des Landkreises Diepholz
- Andreas Frömberg (1954–2018), Bildhauer
- Gabriele Ullrich (* 1960), Autorin
- Joy Ewulu (* 2000), Schauspielerin

### Weitere Persönlichkeiten
- Heinrich Schmidt-Barrien (1902–1996), Dichter
- Rudi Carrell (1934–2006), niederländischer Showmaster und Entertainer; wohnte 1981–2006 im Ortsteil Wachendorf
- Traute Brüggebors (* 1942), Lehrerin und niederdeutsche Autorin; lebt in Syke
- Vera Vehring (* 1944), Keramikerin, 1998: Kulturpreis des Landkreises Diepholz
- Elsa Töbelmann (* 1953), Bildhauerin
- Henning Greve (* 1954), Bildhauer
- Hermann Greve (* 1957), Autor und Leiter des Stadtarchivs
- Ulf Kaack (* 1964), Schriftsteller und Journalist, lebte bis 2011 in Syke
- Henning Nöhren (* 1985), Schauspieler, Synchronsprecher, Hörbuchsprecher und Sänger
- Vera Jürgens (* 1969), Schach-Großmeister der Frauen
- Timo Perthel (* 1989), Fußballer, spielte in seiner Jugend für den TuS Syke